# Sebastian Vettel
Sebastian Vettel (* 3. Juli 1987 in Heppenheim) ist ein ehemaliger deutscher Automobilrennfahrer und vierfacher Formel-1-Weltmeister.
Er startete von 2007 bis 2022 bei 299 Großen Preisen in der Formel 1 und gewann in der Saison 2010 als zweiter Deutscher nach Michael Schumacher und bislang jüngster Fahrer die Weltmeisterschaft. Mit der erfolgreichen Verteidigung des Titels 2011, 2012 und 2013 ist er einer von fünf Fahrern, die viermal in Folge Weltmeister wurden, dazu errang er 53 Siege, 122 Podestplätze und 57 Pole-Positions. Nach seinem Debüt Mitte 2007 bei BMW Sauber und den Anfängen bei Toro Rosso 2007 bis 2008 stand Vettel von 2009 bis 2014 beim österreichischen Team Red Bull Racing unter Vertrag. Von 2015 bis 2020 fuhr er für den italienischen Rennstall Ferrari. Von 2021 bis 2022 war er Stammfahrer bei Aston Martin. Am 28. Juli 2022 kündigte Sebastian Vettel seinen Rücktritt aus der Formel 1 zum Ende der Saison an.

## Karriere

### Kartsport (1995–2002)
Vettel kam durch seinen Vater Norbert zum Motorsport. Norbert Vettel war 13 Jahre hobbymäßig im Bergrennsport aktiv und verkaufte unter anderem sein Rennfahrzeug, um seinem Sohn den Einstieg in den Motorsport zu ermöglichen. Sein Vater hatte ihn bereits mit dreieinhalb Jahren seine ersten Runden im eigenen Kart drehen lassen und ihm zu Weihnachten ein 60-cm³-Bambini-Kart geschenkt, mit dem er auch seine ersten Kartrennen bestritt. Vettels Aussagen zufolge unterstützten ihn beide Elternteile, auch Mutter Heike, stets während seiner sportlichen Entwicklung. Vettel war bis 2002 im Kartsport aktiv und gewann unter anderem 2001 die europäische und deutsche Juniorenkartmeisterschaft.
Vettel wurde am Anfang seiner Karriere von seiner Familie unterstützt. Sie begleitete ihn im Wohnmobil oder Auto zu Kartrennen im europäischen Ausland. Obwohl seine Familie finanzielle Einschränkungen auf sich nahm, war Vettel früh auf die Unterstützung von außerhalb angewiesen. Seine ersten Sponsoren waren ein Alufelgen-Hersteller sowie ein Wodka-Importeur. 1998 nahm ihn der österreichische Getränkehersteller Red Bull in sein Förderprogramm auf.
Eine wichtige Rolle am Anfang seiner Karriere spielte auch der Kartsporthändler Gerhard Noack, der zuvor bereits Michael und Ralf Schumacher am Anfang ihrer Karriere gefördert hatte.

### Erste Erfahrungen im Monoposto (2003–2007)
2003 wechselte Vettel in den Formelsport. In seiner Debütsaison startete er für Eifelland Racing in der deutschen Formel BMW. Er gewann fünf Rennen und wurde Vizemeister hinter Maximilian Götz. 2004 entschied er mit Mücke Motorsport den Meistertitel der deutschen Formel BMW für sich und stellte dabei mit 18 Siegen in 20 Saisonläufen einen Rekord auf.

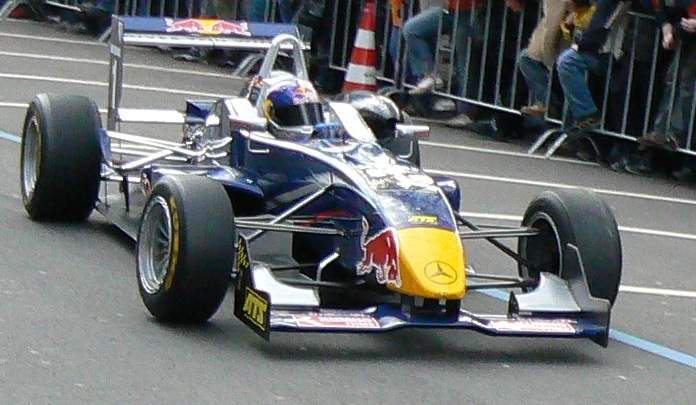
Vettel im ASM-Formel-3 (2006)

2005 blieb Vettel bei Mücke Motorsport und wechselte in die Formel-3-Euroserie. Vettels Teamkollege wurde der Brasilianer Átila Abreu, der im Vorjahr hinter Vettel Vizemeister der deutschen Formel BMW geworden war. Vettel war seinem Teamkollegen überlegen und erzielte sechs Podestplätze. Ein Sieg blieb ihm allerdings verwehrt. Am Saisonende belegte er den fünften Gesamtrang. Beim Macau Grand Prix wurde Vettel in diesem Jahr hinter Lucas di Grassi und Robert Kubica Dritter. Außerdem nahm er an einer Veranstaltung der spanischen Formel-3-Meisterschaft teil und erzielte dabei eine Podest-Platzierung. 2006 bestritt Vettel seine zweite Saison in der Formel-3-Euroserie für den französischen Rennstall ASM Formule 3, der in der Vorsaison mit Lewis Hamilton die Meisterschaft gewonnen hatte. Vettel kämpfte mit seinem Teamkollegen Paul di Resta um den Meistertitel und musste sich ihm schließlich geschlagen geben. Somit wurde Vettel mit vier Siegen Zweiter. Außerdem nahm er an zwei Rennwochenenden der Formel Renault 3.5 teil, an denen er ein Rennen für sich entschied, und erhielt zudem in der Formel 1 einen Testfahrervertrag bei BMW Sauber, die ihn seit August 2006 als Freitagstestfahrer einsetzte. Bei seinem Debüt vor dem Großen Preis der Türkei erreichte er als jüngster Fahrer in der Geschichte der Formel 1 den ersten Platz des Freitagstrainings. Vettel selbst bezeichnete seinen ersten Einsatz bei einem Grand-Prix-Wochenende sechs Jahre später als „entscheidendsten Moment“ seiner Karriere. Beim Rennen der Formel Renault 3.5 im belgischen Spa-Francorchamps hatte Vettel in Raidillon einen schweren Unfall, bei welchem er sich den Zeigefinger der rechten Hand brach. Diese Verletzung gilt als Ursprung des sog. „Vettel-Fingers“. 2007 startete Vettel zunächst für Carlin in der Formel Renault 3.5. Von den ersten sieben Rennen entschied er eins für sich und stand insgesamt viermal auf dem Podest. Nach dem siebten Rennen verließ er die Serie, da er ein Formel-1-Stammcockpit erhalten hatte, als Gesamtführender. Am Saisonende belegte Vettel den fünften Platz mit 74 Punkten und lag damit noch vor seinem Teamkollegen Michail Aljoschin, der die gesamte Saison bestritt und 44 Punkte erzielt hatte.

### Formel 1 (2007–2022)

#### Einstieg mit BMW Sauber und erste Erfolge mit Toro Rosso (2007–2008)

##### 2007

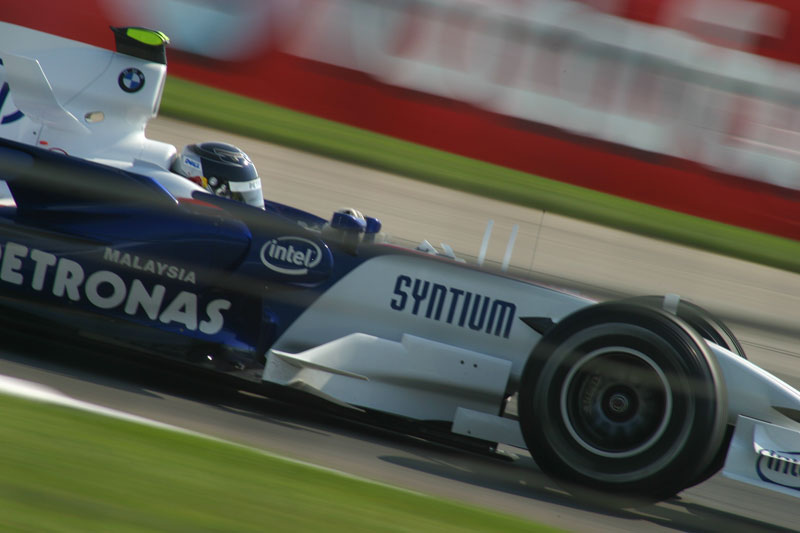
Vettel im BMW-Sauber, USA 2007

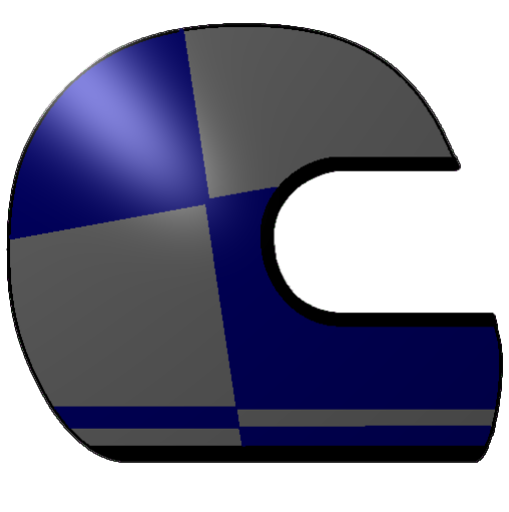
Helmdesign 2007

In der Formel-1-Weltmeisterschaft 2007 war Vettel zunächst als Test- und Ersatzfahrer für BMW Sauber tätig. Da der Einsatz eines dritten Fahrzeugs nicht mehr erlaubt war, musste jeweils einer der beiden Stammpiloten Nick Heidfeld und Robert Kubica das Cockpit während des ersten freien Trainings an Vettel abgeben. Nach Kritik der Betroffenen verzichtete BMW Sauber ab dem dritten WM-Lauf auf Vettels Einsatz als Freitagsfahrer.
Da Kubica beim Großen Preis von Kanada einen schweren Unfall hatte, meldete BMW Sauber Vettel als Einsatzfahrer für den Großen Preis der USA in Indianapolis. Somit gab er am 17. Juni 2007 sein Formel-1-Renndebüt. In seinem ersten Qualifying erreichte Vettel den siebten Startplatz. Im Rennen verlor er durch einen Bremsfehler mehrere Positionen, belegte aber dennoch den achten Platz und erzielte einen Weltmeisterschaftspunkt. Damit war er bis zum neunten Platz von Daniil Kwjat beim Großen Preis von Australien 2014 mit 19 Jahren und 350 Tagen der jüngste Fahrer, der in einem Rennen der Formel-1-Weltmeisterschaft in die Punkteränge fuhr.
Nachdem Vettel in den nächsten drei Rennen der Formel-1-Saison 2007 nicht zum Einsatz gekommen war, wurde er zum Großen Preis von Ungarn von der Scuderia Toro Rosso verpflichtet. Er ersetzte dort Scott Speed für den Rest der Saison. Voraussetzung dafür war die Freigabe Vettels durch BMW Sauber. Da es dabei zu Verzögerungen kam, musste Vettel das Grand-Prix-Wochenende in Ungarn bestreiten, ohne den Toro Rosso vorher jemals gefahren zu haben. Er wurde Teamkollege von Vitantonio Liuzzi.
Beim Großen Preis von Japan in Fuji, einem chaotischen Regenrennen, sorgte Vettel für Aufsehen, als er mit dem unterlegenen Wagen bis auf Platz drei vorstieß und das Rennen zwischenzeitlich sogar anführte. Während einer Safety-Car-Phase schied er nach einer Kollision mit Mark Webber aus. Lewis Hamilton hatte mit einem plötzlichen Bremsmanöver den Unfall provoziert, wurde allerdings nicht bestraft. Fünf Jahre später bezeichnete Vettel diese Kollision als größten Fehler seiner Karriere. Beim darauffolgenden Großen Preis von China in Shanghai ging Vettel von Startplatz 17 ins Rennen und beendete auf erneut nasser Strecke mit einer passenden Boxenstrategie das Rennen auf dem vierten Platz. Dies war die bis dahin beste Platzierung, sowohl für Vettel selbst als auch für Toro Rosso, das durch den achten Platz von Liuzzi beim Großen Preis der USA 2006 erst einen Punkt in seiner knapp zweijährigen Formel-1-Zugehörigkeit errungen hatte.

##### 2008

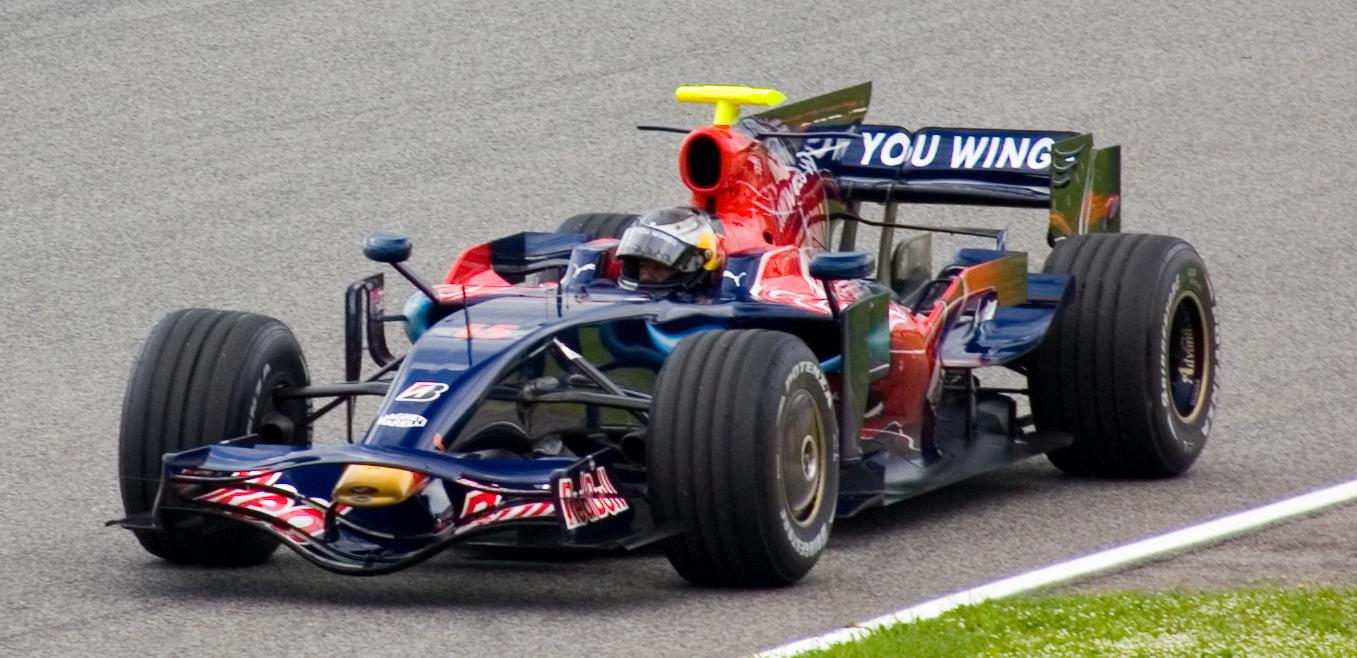
Vettel im Toro Rosso, Juni 2008

Für die Saison 2008 war Sébastien Bourdais, der zwischen 2004 und 2007 viermal in Folge die Champ Car World Series gewonnen hatte, Vettels neuer Teamkollege bei Toro Rosso. Vettel beendete die ersten vier Rennen nicht, Bourdais gelang es allerdings bereits beim Saisonauftakt die größere Konkurrenzfähigkeit anzudeuten. Er lag bis zu einem technischen Problem auf dem vierten Platz und wurde als Siebter gewertet. Mit dem fünften Platz in Monaco und weiteren Punkteplatzierungen überzeugte Vettel dann mit konstanter Leistung und ließ dabei nicht nur seinen Teamkollegen, sondern auch das eigentlich stärkere Schwesterteam Red Bull Racing regelmäßig hinter sich.
Am 13. September 2008 erzielte Vettel beim verregneten Qualifying für den Großen Preis von Italien in Monza seine erste Pole-Position. Er wurde damit – im Alter von 21 Jahren und 73 Tagen – zum jüngsten Fahrer auf dem ersten Startplatz in der Formel-1-Geschichte. Im Rennen holte sich Vettel den ersten Sieg seiner Formel-1-Karriere, der ihn zum bis dahin jüngsten Formel-1-Grand-Prix-Sieger machte. Diesen Rekord hielt er bis zum 15. Mai 2016, als Max Verstappen im Alter von 18 Jahren den Großen Preis von Spanien gewann.
Vettel überzeugte in der zweiten Saisonhälfte aber nicht nur durch den Sieg in Italien, sondern ebenso durch seine Kontinuität, mit der er in die Punkteränge fuhr. Zum Abschluss der Saison machte er mit dem vierten Platz in Brasilien nochmal auf sich aufmerksam. Das Jahr 2008 beendete Vettel mit 35 Punkten auf dem achten Platz der Fahrerwertung. Damit lag er weit vor seinem Teamkollegen Bourdais (vier Punkte), aber auch vor den Red-Bull-Piloten Webber (21) und Coulthard (8). Zudem verbuchte Vettel mit seinem Erfolg in Monza den ersten Grand-Prix-Sieg eines nicht werksunterstützten Teams seit fünf Jahren – zuletzt war dies Giancarlo Fisichella 2003 mit Jordan beim Großen Preis von Brasilien gelungen.

#### Red Bull (2009–2014)

##### 2009

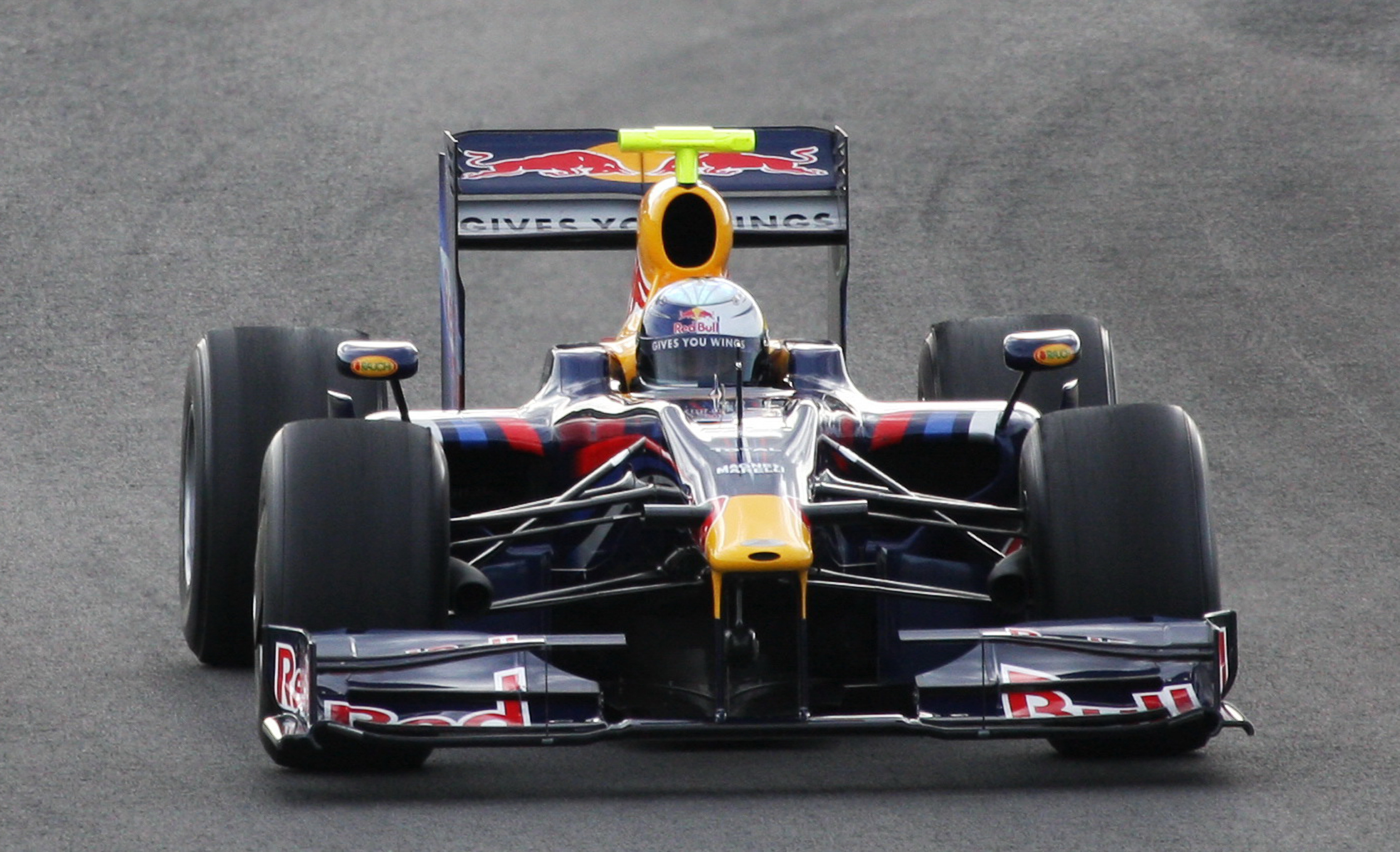
Sebastian Vettel im Red Bull RB5 bei Testfahrten vor der Saison 2009 in Jerez

Mitte Juli 2008 gab das Toro-Rosso-Schwesterteam Red Bull Racing bekannt, dass Vettel ab der Saison 2009 an der Seite von Mark Webber für den österreichischen Rennstall fahren würde. Nachdem er in den beiden ersten Rennen der Saison 2009 jeweils kurz vor Rennende ausgeschieden war, in Australien auf dem zweiten Platz liegend, erreichte er in der Qualifikation in China die zweite Pole-Position seiner Karriere – die erste für Red Bull Racing überhaupt – und feierte einen Tag später seinen zweiten Sieg, ebenfalls der erste für Red Bull Racing. Beim nächsten Rennen in Spanien kam Vettel als Vierter ins Ziel, nachdem er am Tag davor im Qualifying hinter Polesetter Jenson Button Zweiter geworden war. Beim Großen Preis von Monaco schied Vettel nach einem Fahrfehler und einem anschließenden Unfall aus. Den Großen Preis der Türkei beendete er auf Platz drei, nachdem er in der ersten Runde in Führung liegend kurz neben die Strecke gerutscht und von Button überholt worden war. Am Tag zuvor hatte Vettel die dritte Pole seiner Karriere erobert. Beim Großen Preis von Großbritannien errang er seinen ersten Sieg unter trockenen Bedingungen und fuhr die erste schnellste Rennrunde seiner Formel-1-Karriere. Kurz vor dem Großen Preis von Europa im August gab Red Bull offiziell die Vertragsverlängerung mit Vettel bis 2011 bekannt. Beim Großen Preis von Belgien verkürzte er seinen Rückstand auf den Führenden Button mit einem dritten Platz erneut. Nachdem Vettel beim 13. Weltmeisterschaftslauf beim Großen Preis von Italien in Monza nur den achten Platz belegt hatte, schien er bei 26 Punkten Rückstand auf Button aus dem Rennen um den Weltmeisterschaftstitel bereits ausgeschieden zu sein. Mit einem vierten Platz in Singapur und einem Sieg in Japan verkürzte er den Rückstand jedoch auf 16 Punkte. Ein Rennen vor Schluss sicherte sich Button vorzeitig den Weltmeistertitel. Durch seinen Sieg beim Saisonfinale in Abu Dhabi wurde Vettel Vizeweltmeister vor Rubens Barrichello.

##### 2010 – Erster Weltmeistertitel

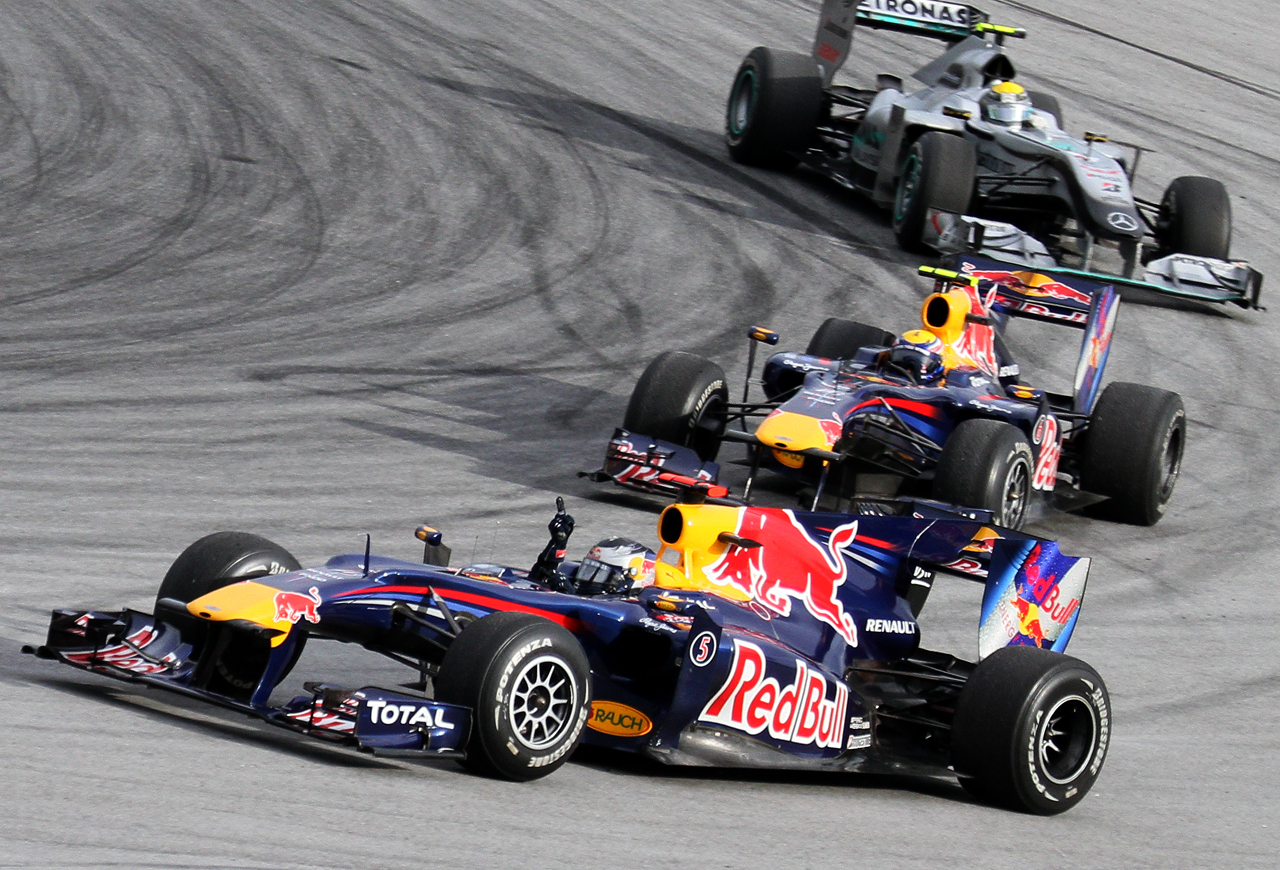
In Malaysia gewann Vettel sein erstes Rennen in der Saison 2010 vor Webber und Rosberg

2010 bildeten Vettel und Webber erneut das Fahrerduo von Red Bull. Bei den ersten beiden Rennen stand Vettel auf der Pole-Position und verlor die Führung wegen technischer Probleme. Während er beim Saisonauftakt in Bahrain mit einer defekten Zündkerze noch auf dem vierten Platz ins Ziel kam, fiel er in Australien aus, nachdem er zuvor über Boxenfunk Vibrationen an der Vorderachse gemeldet hatte. Diesmal war eine lockere Radmutter für den Ausfall verantwortlich. Beim dritten Grand Prix in Malaysia übernahm Vettel erneut die Führung. Sein Rennwagen funktionierte bis zum Rennende und er gewann das Rennen vor Webber. Nach Platz sechs in China stand Vettel beim Europaauftakt in Spanien als Dritter erneut auf dem Podest, obwohl er wegen Problemen mit der Bremse gegen Rennende stark zu kämpfen hatte, auf das Kiesbett kam und einen zusätzlichen Boxenstopp absolvieren musste. Eine Woche später wurde er hinter seinem Teamkollegen Zweiter beim Großen Preis von Monaco.
Beim Großen Preis der Türkei geriet Vettel nach einer Kollision mit seinem Teamkollegen Webber in den Blickpunkt der Öffentlichkeit. Vettel lag hinter Webber auf dem zweiten Platz. Beim Versuch, ihn zu überholen, kollidierten die beiden und Vettel schied aus. Nach dem Rennen gab es Diskussionen über die Schuld an der Kollision, die von den Piloten auf den jeweils anderen geschoben wurde. Nach Platz vier in Kanada erzielte Vettel beim Großen Preis von Europa seinen zweiten Saisonsieg. Bei den nächsten drei Rennen gewann er zwar jeweils die Pole-Position, zu weiteren Siegen reichte es jedoch nicht. Beim Großen Preis von Großbritannien belegte er trotz eines Reifenschadens in der ersten Runde den siebten Platz und bei seinem Heimrennen in Deutschland sowie beim Großen Preis von Ungarn wurde er Dritter. In Ungarn übernahm er zunächst die Führung, verlor diese aber im Rennen, da er in einer Safety-Car-Phase einen zu großen Abstand zum vor ihm fahrenden Webber hielt und mit einer Durchfahrtsstrafe belegt wurde.
Auf der Traditionsstrecke Spa-Francorchamps beim Großen Preis von Belgien verpasste Vettel mit Platz 15 erneut die Punkteränge. Nach einem gescheiterten Überholversuch gegen Button, bei dem sein Kontrahent ausschied, fiel Vettel nach einem Reparaturstopp und einer Durchfahrtsstrafe, die er als Verursacher der Kollision erhalten hatte, auf den vorletzten Platz zurück. Später wurde er von Liuzzi bei einem Überholmanöver am Hinterreifen gestreift und musste die Runde bis zurück zur Box mit defektem Hinterreifen zurücklegen. Beim nächsten Rennen in Italien erreichte er im Qualifying mit dem sechsten Platz seine schlechteste Startposition der Saison. Nach einem turbulenten Rennen, das Vettel mit Bremsproblemen beinahe vorzeitig beendet hätte, kam er schließlich als Vierter ins Ziel. Er profitierte von einer anderen Taktik und zögerte seinen Pflichtboxenstopp bis zur vorletzten Runde hinaus. Beim Großen Preis von Singapur fuhr er bis zum Ende gegen Fernando Alonso um den Sieg. Er schaffte es jedoch nicht an dem Spanier vorbei und wurde Zweiter.

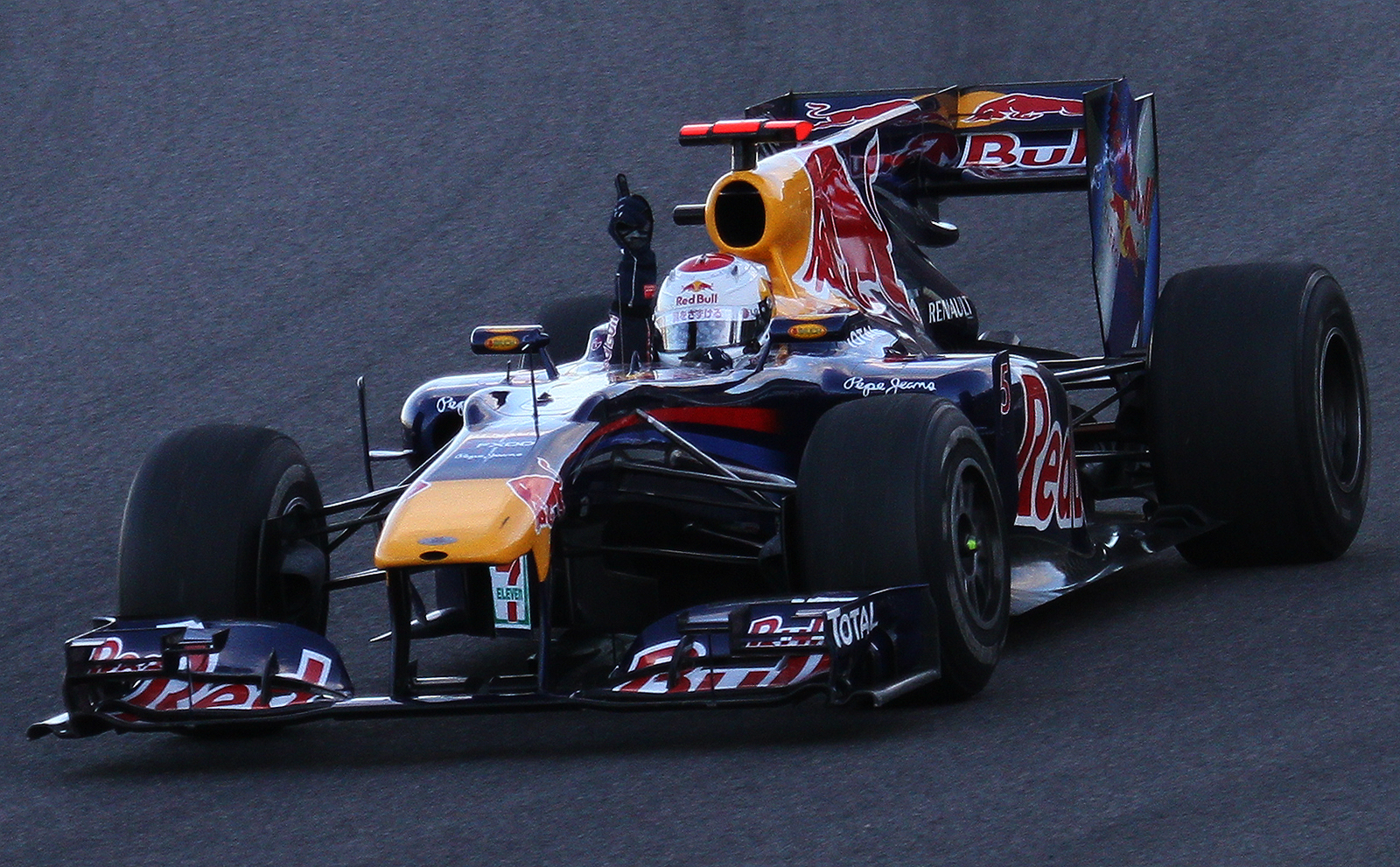
Beim Großen Preis von Japan feierte Vettel den dritten Sieg in der Saison 2010

Ein Rennen später, beim Großen Preis von Japan, erzielte Vettel seinen dritten Saisonsieg, indem er ungefährdet an der Spitze fuhr. Beim nächsten Rennen, dem ersten Großen Preis von Korea, konnte Vettel an die Leistung aus Japan anknüpfen. Er führte das Rennen lange Zeit an und hätte zum ersten Mal in seiner Karriere die Weltmeisterschaftsführung übernommen, wenn er nicht nach 45 Runden in Führung liegend mit einem Motorschaden ausgefallen wäre. In Brasilien behielt er mit einem Sieg vor Webber seine Chance auf den Weltmeistertitel. Vor dem letzten Saisonrennen, dem Großen Preis von Abu Dhabi belegte Vettel den dritten Platz in der Fahrerwertung. Von der Pole-Position startend entschied er das Rennen für sich und gewann den Weltmeistertitel mit vier Punkten Vorsprung vor Alonso, der Siebter wurde. Mit dem Titelgewinn wurde Vettel mit einem Alter von 23 Jahren und 134 Tagen bisher jüngster Formel-1-Weltmeister der Geschichte. Vettel startete in der Saison 2010 mit zehn Pole-Positions bei über der Hälfte aller Rennen von der ersten Position.
Nach der Saison wurde Vettel als deutscher und europäischer Sportler des Jahres ausgezeichnet.

##### 2011 – Zweiter Weltmeistertitel

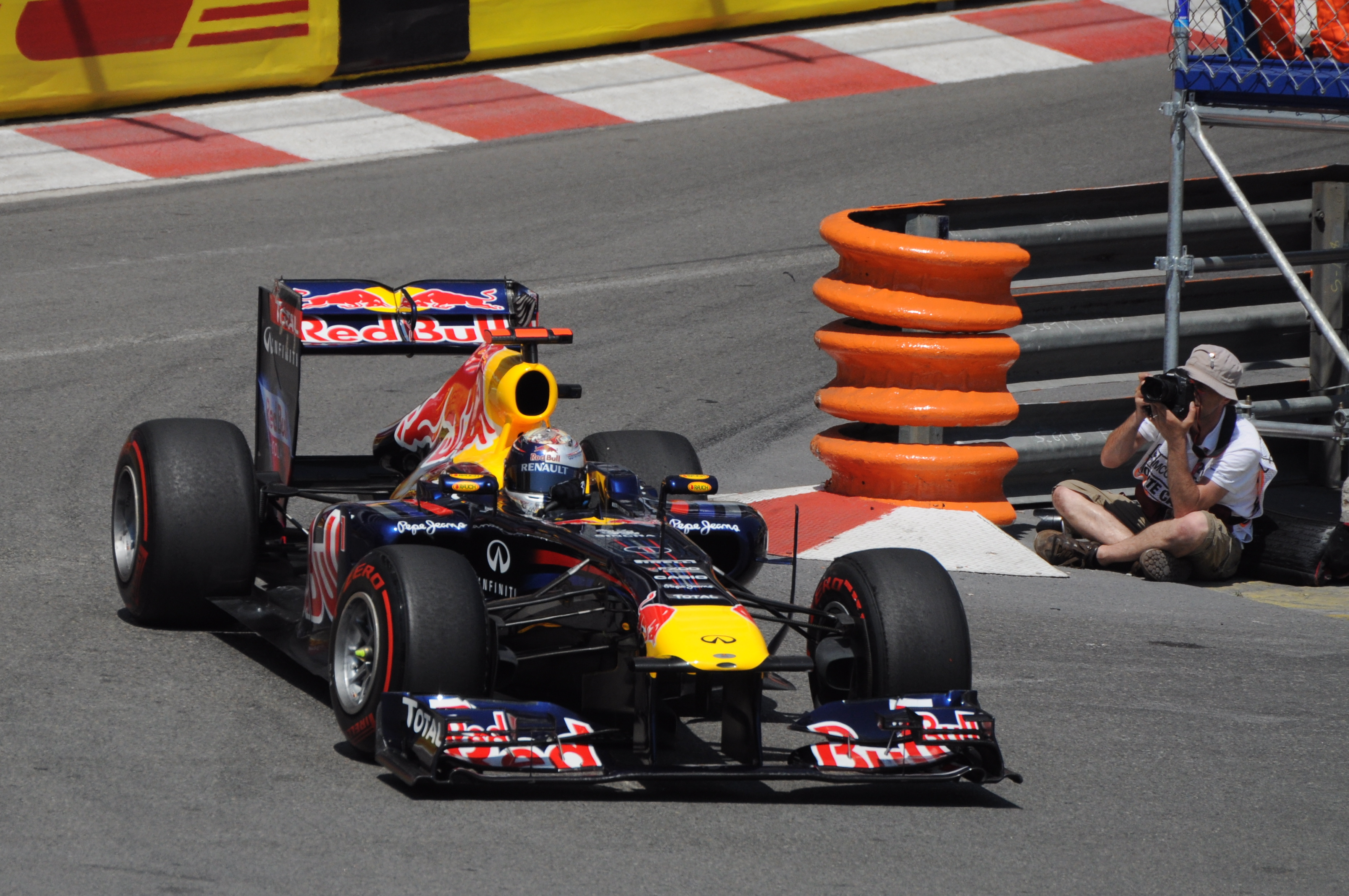
Vettel gewann 2011 zum ersten Mal den Großen Preis von Monaco

Bereits vor der Saison 2011 wurde bekannt, dass Vettel seinen Vertrag mit Red Bull Racing vorzeitig bis zum Ende der Saison 2014 verlängert hat.
Vettel zeigte 2011 im Red Bull RB7 dominante Leistungen. Er stand 17-mal auf dem Podium, gewann dabei 11 Rennen und startete 15-mal von der Pole-Position. Er führte die Weltmeisterschaft nach jedem Rennen an.
Nach zwei Siegen am Saisonbeginn in Australien und Malaysia hatte Vettel beim dritten Rennen, dem Großen Preis von China, erneut Siegchancen. Er setzte allerdings auf eine Zwei-Stopp-Strategie, wodurch er am Ende des Rennens nicht mehr über so gute Reifen wie seine Gegner, die einen weiteren Stopp absolviert hatten, verfügte. Wenige Runden vor dem Ende des Rennens überholte ihn schließlich Hamilton und Vettel kam auf dem zweiten Platz ins Ziel. Bei den nächsten drei Grands Prix in der Türkei, Spanien und Monaco erzielte Vettel weitere Siege, mit zum Teil knappem Vorsprung. In Kanada führte Vettel das Rennen von der Pole-Position startend 68 von 70 Runden an. In der letzten Runde machte er, nachdem er von Button unter Druck gesetzt worden war, einen Fahrfehler, der Button ein Überholmanöver ermöglichte. Nachdem er beim Großen Preis von Europa von der Pole-Position startend den Sieg und die schnellste Rennrunde erzielt hatte, folgte in Großbritannien ein weiterer zweiter Platz. Durch einen fehlerhaften Boxenstopp verlor Vettel die Führung an Alonso und es gelang ihm im weiteren Verlauf des Rennens nicht, in Schlagdistanz zum späteren Sieger zu kommen.

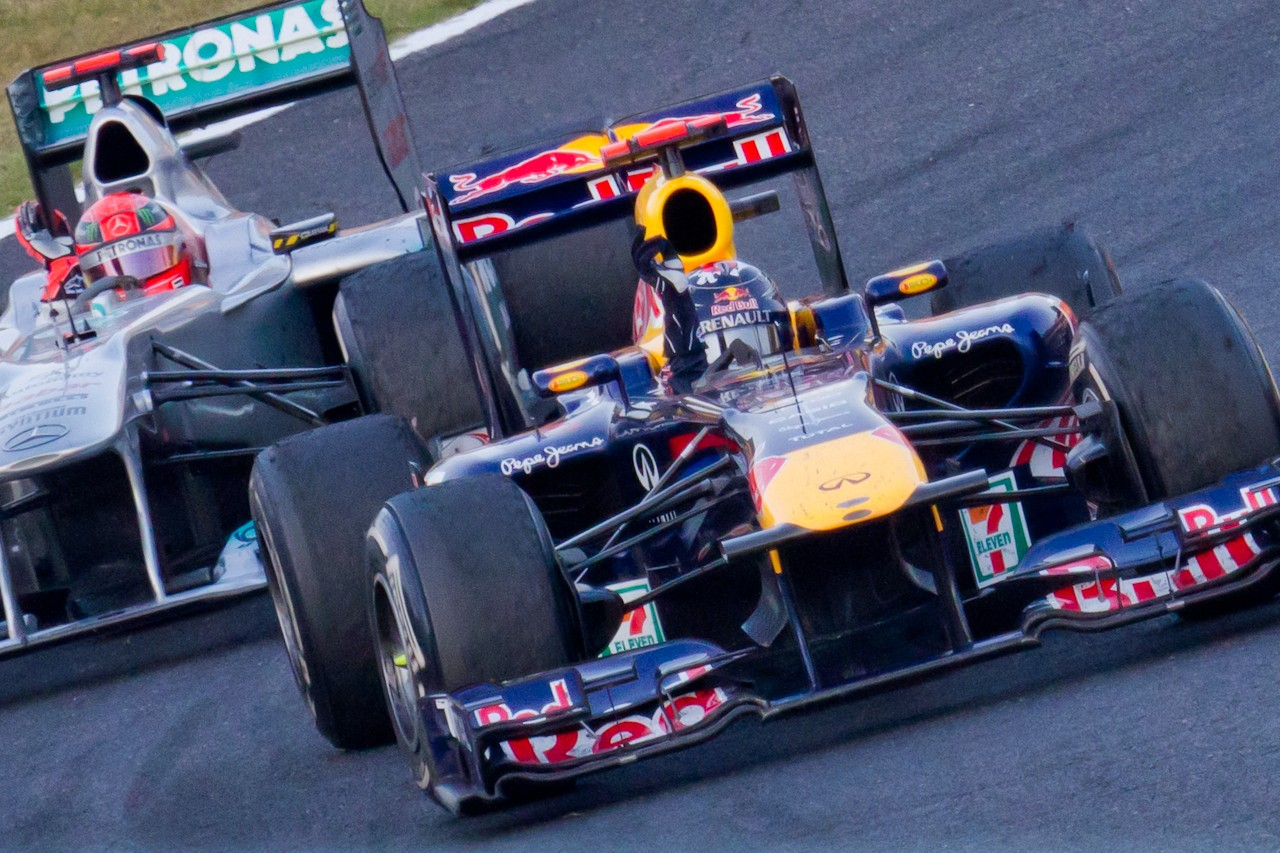
Vettel beim Großen Preis von Japan nach dem Gewinn seines zweiten Weltmeistertitels

Bei seinem Heimrennen, dem Großen Preis von Deutschland, startete Vettel zum ersten Mal in der Saison nicht aus der ersten Startreihe und stand mit einem vierten Platz ebenfalls zum ersten Mal in der Saison nicht auf dem Podium. Nach einem weiteren zweiten Platz in Ungarn gewann Vettel die Großen Preise von Belgien, Italien und Singapur. In Japan reichte dann vier Rennen vor Saisonende der dritte Platz zur vorzeitigen Titelverteidigung. Vettel übernahm damit im Alter von 24 Jahren und 98 Tagen von Alonso den Rekord des jüngsten Fahrers, der diesen Titel zum zweiten Mal gewann. Bei den darauffolgenden Rennen in Korea und Indien erzielte Vettel weitere Siege. In Indien gelang Vettel zudem ein Grand Slam, in dem er von der Pole-Position startend das Rennen durchgängig anführte und die schnellste Runde fuhr.
Beim zweitletzten Saisonrennen in Abu Dhabi zog Vettel mit seiner 14. Pole-Position der Saison mit Nigel Mansell gleich, der 1992 in 16 Rennen 14 Pole-Positions erzielt hatte. Im Rennen fiel Vettel bereits in der ersten Runde aus. Es war sein erster Ausfall der Saison. Beim Saisonfinale, dem Großen Preis von Brasilien, fuhr er erneut auf die Pole-Position, womit er mit 15 Pole-Positions in einer Saison einen neuen Rekord aufstellte. Im Rennen wurde er mit Getriebeproblemen Zweiter hinter Webber, der sein erstes Saisonrennen gewann. Vettel hatte am Saisonende 392 Punkte, während der Vizeweltmeister Button 270 Punkte erzielt hatte und Webber mit 258 Punkten Gesamtdritter wurde.
Am Ende der Saison endete Vettels Zusammenarbeit mit seinem finnischen Physiotherapeuten und Fitnesstrainer Tommi Pärmäkoski, der zu einer Damen-Eishockey-Mannschaft in den Trainerstab wechselte. Pärmäkoski betreute Vettel seit Ende 2008. Sein Nachfolger wurde Heikki Huovinen, der wie Pärmäkoski aus Finnland stammt und ein ehemaliger Eishockey-Spieler ist.

##### 2012 – Dritter Weltmeistertitel

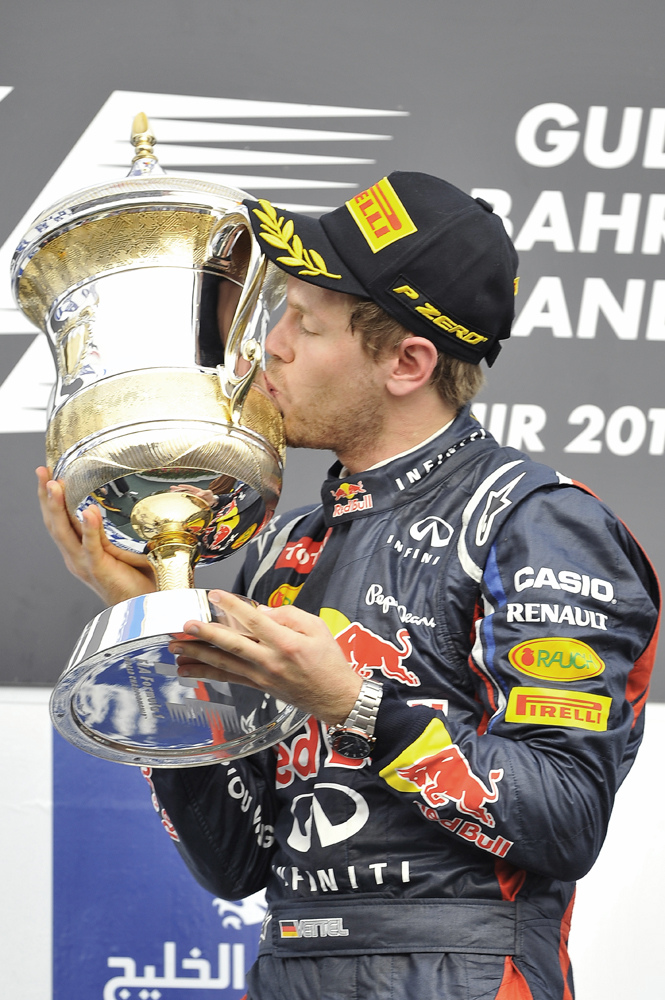
Sebastian Vettel bei der Siegerehrung in Bahrain

2012 bildete Vettel erneut mit Webber das Red-Bull-Fahrerduo. Beim Saisonauftakt in Australien kam Vettel auf dem zweiten Platz hinter Button ins Ziel. Ein Rennen später in Malaysia verpasste er als Elfter die Punkteränge nach einer Kollision und dem daraus resultierenden Reifenschaden mit dem überrundeten Narain Karthikeyan. Nach einem fünften Platz beim dritten Rennen in China erzielte Vettel beim Großen Preis von Bahrain die erste Pole-Position und den ersten Sieg in der Saison und übernahm die Führung in der Weltmeisterschaft.

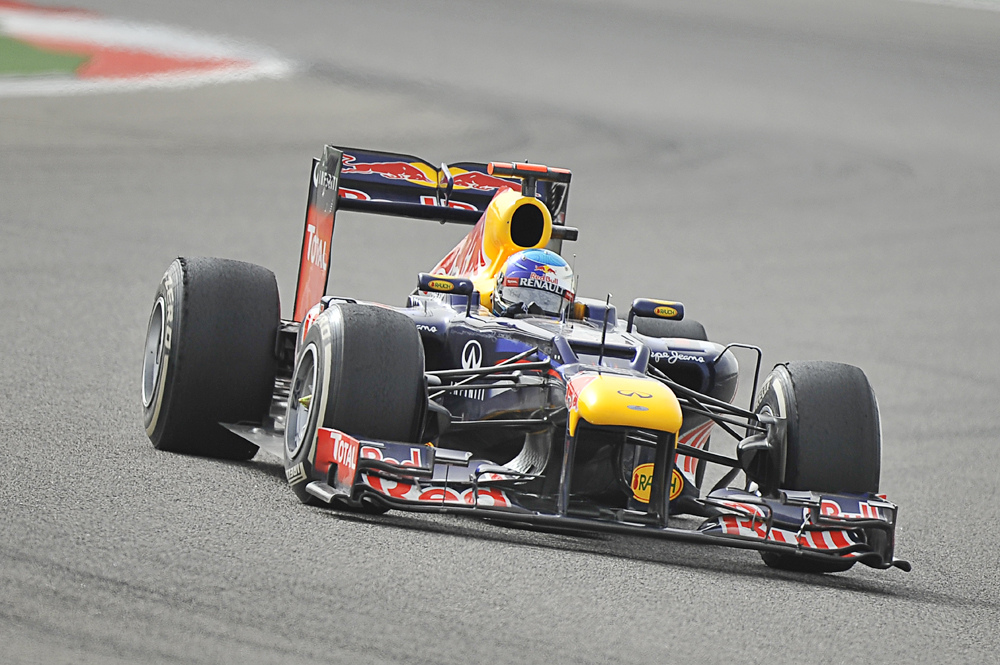
Sebastian Vettel beim Großen Preis von Bahrain 2012

Es folgten vier Rennen ohne Podestplatzierung. Beim Europaauftakt, dem Großen Preis von Spanien, verzichtete Vettel im letzten Qualifyingabschnitt auf eine gezeitete Runde, sodass er vom siebten Startplatz ins Rennen ging. Im Grand Prix missachtete Vettel gelbe Flaggen, weshalb er eine Durchfahrtsstrafe erhielt. Nach einigen Überholmanövern kam er auf dem sechsten Platz ins Ziel und behielt die Führung in der Fahrerwertung. Beim darauf folgenden Großen Preis von Monaco verzichtete Vettel ein weiteres Mal auf eine Zeit im dritten Segment des Zeitentrainings. Vettel startete vom neunten Platz und setzte, im Gegensatz zu den Piloten vor ihm, auf die härtere Reifenmischung. Er wartete länger als seine Gegner auf den einzigen Boxenstopp und kam so bis auf den vierten Platz nach vorn. Während sein Teamkollege Webber das Rennen gewann, verlor Vettel mit dem vierten Platz die Weltmeisterschaftsführung an Alonso. In Kanada startete Vettel zum zweiten Mal in der Saison von der Pole-Position und führte das Rennen in der Anfangsphase an. Nachdem er mit abbauenden Reifen Probleme bekommen hatte, wechselte er kurz vor Rennende ein weiteres Mal die Reifen und kam abermals auf dem vierten Platz ins Ziel. Beim darauf folgenden Rennen, dem Großen Preis von Europa, führte Vettel das Rennen von der Pole-Position aus startend in der ersten Rennhälfte mit großem Vorsprung an. Ein Defekt der Lichtmaschine beendete sein Rennen jedoch vorzeitig.
Nach einem dritten Platz beim Großen Preis von Großbritannien sorgte Vettel bei seinem Heimrennen in Deutschland mit einem Überholmanöver für Schlagzeilen. Vettel überholte zwei Runden vor Schluss Button, indem er die Strecke vollständig verließ, und kam auf dem zweiten Platz ins Ziel. Die Rennkommissare sahen in dem Überholmanöver einen Verstoß gegen das Reglement und verhängten nachträglich eine Durchfahrtsstrafe, die in eine 20-Sekunden-Zeitstrafe umgewandelt wurde. Vettel wurde somit als Fünfter gewertet. Eine Woche später wurde er Vierter in Ungarn. Nach der Sommerpause erreichte Vettel in Belgien auf dem zweiten Platz das Ziel, obwohl er in der Qualifikation nicht unter die Top 10 gekommen war. Beim letzten Europarennen, dem Großen Preis von Italien, blieb Vettel zum zweiten Mal in der Saison mit einer defekten Lichtmaschine stehen. Da er erst kurz vor Rennende ausfiel, wurde er aber noch als 22. gewertet.
Die nächsten vier Rennen, die in Asien stattfanden, gewann Vettel allesamt. Beim Großen Preis von Singapur profitierte er noch vom Ausfall des bis dahin führenden Hamilton und gewann das Rennen. Ein Rennen später in Japan erzielte Vettel von der Pole-Position startend einen Start-Ziel-Sieg und fuhr zudem die schnellste Rennrunde. Mit den zwei Siegen reduzierte er seinen Rückstand auf den führenden Alonso von 39 auf 4 Punkte. Mit einem weiteren Sieg beim darauf folgenden Großen Preis von Korea übernahm Vettel die Führung in der Weltmeisterschaft. Diese baute Vettel mit seinem vierten Sieg in Folge in Indien aus. Bei den drei aufeinander folgenden Grand Prix in Japan, Korea und Indien lag Vettel durchgängig in Führung. Damit zog er mit Ayrton Senna gleich, dem dies mehr als 20 Jahre vorher zuletzt gelungen war.
Beim drittletzten Saisonrennen, dem Großen Preis von Abu Dhabi, wurde Vettel, nachdem sein Auto mit zu wenig Treibstoff in der Auslaufrunde des Qualifyings stehen geblieben war, aus der Wertung des Qualifyings genommen. Sein Team entschied sich für größere Änderungen am Fahrzeug, sodass Vettel aus der Boxengasse startete. Im Rennen zeigte Vettel einige Überholmanöver und profitierte von zwei Safety-Car-Phasen. Trotz des Starts aus der Box und eines Reparaturstopps wegen eines beschädigten Frontflügels kam Vettel auf dem dritten Platz ins Ziel, während sein Titelrivale Alonso Zweiter wurde. Beim darauf folgenden Großen Preis der USA auf der neuen Strecke in Austin ging Vettel von der Pole-Position ins Rennen. Er wurde in der zweiten Hälfte des Rennens von Hamilton überholt und kam auf dem zweiten Platz ins Ziel. Der Große Preis der USA war Vettels 100. Grand Prix. Mit 13 Punkten Vorsprung auf Alonso ging Vettel ins letzte Saisonrennen, den Großen Preis von Brasilien. Von Platz vier startend fuhr er nach einem Dreher in der ersten Runde dem Feld zunächst hinterher. Vettel zeigte einige Überholmanöver im durch Regen beeinflussten Rennen und kam schließlich auf dem sechsten Platz ins Ziel, während Alonso Zweiter wurde, und entschied damit die Weltmeisterschaft mit 281 zu 278 Punkten für sich. Es war sein dritter Formel-1-Weltmeistertitel in Folge. Mit dem Titelgewinn wurde Vettel zum jüngsten Fahrer, der dreimal die Fahrerweltmeisterschaft gewann. Vor Vettel gelang es nur Juan Manuel Fangio und Michael Schumacher, drei Mal hintereinander Weltmeister zu werden. Darüber hinaus gewann Vettel 2012 zum zweiten Mal die DHL Fastest Lap Trophy für den Fahrer mit den meisten schnellsten Rennrunden. Vettel hatte in der Saison 2012 insgesamt sechs erzielt.

##### 2013 – Vierter Weltmeistertitel
2013 blieb Vettel zusammen mit Webber bei Red Bull. Beim Saisonauftakt in Australien kam er von der Pole-Position startend auf dem dritten Platz ins Ziel. Eine Woche später stand er in Malaysia erneut auf der Pole-Position. Nachdem er zwischenzeitlich hinter seinen Teamkollegen Webber und Lewis Hamilton auf den dritten Platz zurückgefallen war, überholte er in der Schlussphase Webber und übernahm die Führung. Vettel widersetzte sich damit der Entscheidung des Teams, die beide Piloten nach dem letzten Boxenstopp zum Halten der Positionen aufgefordert hatte, während Webber sich an die Vorgaben hielt und nicht mehr ans Limit ging. Vettel wurde bereits während des Rennens von der Teamleitung für diese Aktion kritisiert. Er ließ Webber in den letzten Runden nicht mehr vorbei und gewann das Rennen. Im Anschluss an den Grand Prix entschuldigte sich Vettel bei Webber und Red Bull für das Missachten der Teamorder. Im Rennen in China setzte Vettel auf eine andere Strategie als seine Konkurrenten und verwendete im Gegensatz zu ihnen als letzte die weichere Reifenmischung. Er kam auf dem vierten Platz ins Ziel. Eine Woche später gewann Vettel den Großen Preis von Bahrain.

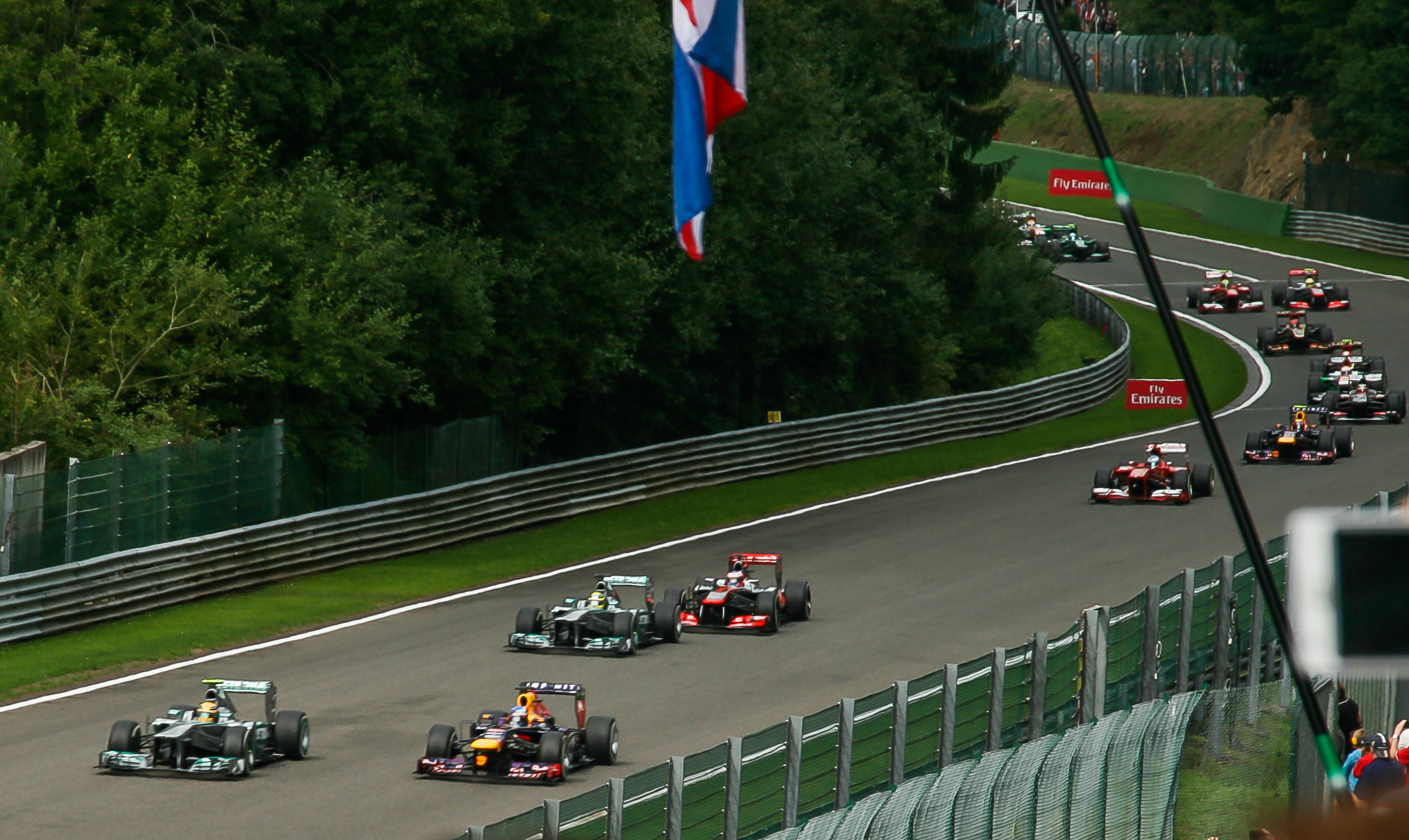
Vettel überholt beim Großen Preis von Belgien auf der Kemmel-Geraden den Führenden Lewis Hamilton

Beim Europaauftakt in Spanien erzielte Vettel den vierten Platz. Im folgenden Rennen in Monaco kam er als Zweiter ins Ziel. Anschließend gewann er den Großen Preis von Kanada und erzielte damit seinen ersten Formel-1-Sieg in Nordamerika. In der Woche nach dem Rennen gaben Vettel und Red Bull bekannt, dass der gemeinsame Vertrag bis zum Ende der Saison 2015 verlängert wurde. Beim nächsten Rennen in Großbritannien schied Vettel in Führung liegend mit einem Getriebedefekt aus. Eine Woche später gewann er beim Großen Preis von Deutschland erstmals sein Heimrennen. Beim darauf folgenden Großen Preis von Ungarn wurde er Dritter. Nach der anschließenden Sommerpause gewann Vettel die restlichen neun Rennen. In Belgien übernahm er die Führung in der Startphase und erzielte einen Start-Ziel-Sieg. In Italien kam er von der Pole-Position startend als Sieger ins Ziel.
Bei den nächsten zwei Grand Prix in Singapur und Korea erzielte Vettel von der Pole-Position startend einen Start-Ziel-Sieg. Da er zudem die schnellste Runde fuhr, gelang ihm bei beiden Rennen ein Grand Slam. Eine Woche nach dem Rennen in Korea entschied er auch den Großen Preis von Japan für sich. In diesem lag er in der Anfangsphase auf dem dritten Platz und verbesserte sich in der zweiten Rennhälfte auf den ersten Platz. Dies war sein fünfter Sieg in Folge, was zuvor nur fünf weiteren Piloten gelungen war. Zwei Wochen später sicherte sich Vettel mit einem Sieg beim Großen Preis von Indien den vierten Fahrerweltmeistertitel seiner Karriere im viertletzten Saisonrennen. Damit wurde er nach Juan Manuel Fangio, Alain Prost und Michael Schumacher der vierte Fahrer, der mindestens viermal Weltmeister wurde. Vor Vettel waren nur Fangio und Schumacher viermal in Folge Weltmeister geworden. In den darauffolgenden Rennen erzielte Vettel in Abu Dhabi seinen siebten und in den USA seinen achten Sieg in Folge. Damit stellte er einen neuen Rekord an aufeinanderfolgenden Siegen innerhalb einer Saison auf. Beim letzten Rennen in Brasilien baute er diesen auf neun Siege aus. Damit zog er auch mit Alberto Ascari gleich, der neun Rennen in Folge gewonnen hatte. Vettel lag am Saisonende mit 397 Punkten vor dem zweitplatzierten Alonso, der 242 Punkte erreicht hatte.
Mit 13 Siegen innerhalb einer Saison zog Vettel in dieser Statistik mit dem Rekordhalter Michael Schumacher gleich. Vettels Teamkollege Webber blieb 2013 ohne Sieg.
Nach der Saison wurde Vettel von europäischen Presseagenturen zu Europas Sportler des Jahres 2013 gewählt.
Ende 2013 endete Vettels Zusammenarbeit mit seinem Trainer Heikki Huovinen. Als Nachfolger verpflichtete Vettel mit Antti Kontsas erneut einen Finnen. Kontsas betreute zuvor den Formel-1-Fahrer Jean-Éric Vergne.

##### 2014
2014 erhielt Vettel mit Daniel Ricciardo einen neuen Teamkollegen bei Red Bull. Er entschied sich, weiterhin mit der Startnummer 1, die dem Weltmeister vorbehalten war, zu fahren. Für die Zeit danach wählte er die Nummer 5. Er entschied sich für diese Nummer, da er sie 2001 im Kartsport verwendet und seinen ersten Formel-1-Weltmeistertitel mit ihr gewonnen hatte. Nach einem Ausfall im ersten Rennen wurde er beim Großen Preis von Malaysia Dritter. Dieses Ergebnis wiederholte er in Kanada. Beim Großen Preis von Singapur erreichte Vettel den zweiten Platz. In Japan wurde er ein weiteres Mal Dritter. Am Saisonende lag er mit vier Podest-Platzierungen auf dem fünften Gesamtrang und schnitt somit zum ersten Mal schlechter ab als sein Teamkollege, der mit drei Siegen und fünf weiteren Podestplatzierungen Rang drei erreichte.
Obwohl Vettel für die Formel-1-Weltmeisterschaft 2015 einen Vertrag mit Red Bull Racing besaß, verließ er das Team zum Saisonende 2014. Sein Vertrag beinhaltete eine Ausstiegsklausel, die ihm eine Kündigung ermöglichte, sollte er Ende September nicht auf einer der ersten drei Positionen in der Weltmeisterschaft liegen. Damit endete nach sechs Saisons Vettels Zusammenarbeit mit Red Bull.

#### Ferrari (2015–2020)

##### 2015

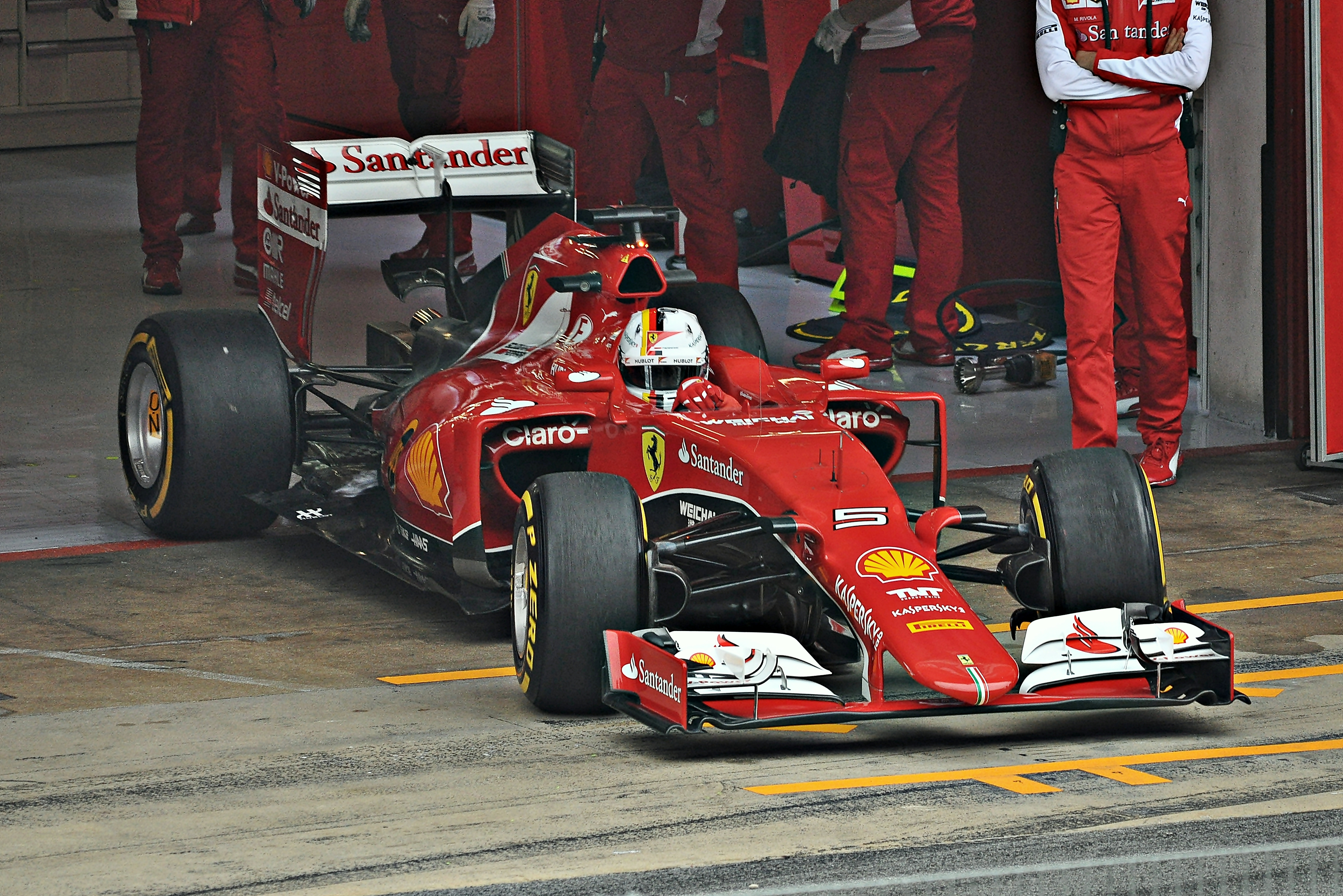
Vettel im Ferrari

Ab 2015 ging Vettel für Ferrari an den Start. Er wurde Teamkollege von Kimi Räikkönen und erhielt einen Dreijahresvertrag. Beim ersten Rennen in Australien erzielte er mit einem dritten Platz seine erste Podest-Platzierung für Ferrari. Im nächsten Rennen, dem Großen Preis von Malaysia, setzte Vettel auf eine andere Strategie als die Mercedes-Piloten Hamilton und Nico Rosberg und gewann sein erstes Rennen für Ferrari. Anschließend erreichte er in China mit einem dritten Platz ein weiteres Mal das Podium. Beim fünften Rennen in Spanien wurde er ein weiteres Mal Dritter und ein Rennen später in Monaco Zweiter. Beim Großen Preis von Großbritannien wurde er abermals Dritter. Anschließend erzielte Vettel in Ungarn seinen zweiten Saisonsieg. Beim darauf folgenden Großen Preis von Belgien erlitt Vettel in der zweitletzten Runde auf dem dritten Platz liegend einen Reifenschaden und fiel so aus den Punkterängen heraus. Es war das erste Mal, dass er bei Ferrari nicht in die Top-5 gefahren war. Nach einem zweiten Platz in Italien erzielte Vettel beim darauf folgenden Großen Preis von Singapur seine erste Pole-Position für Ferrari, die die erste Pole-Position für Ferrari seit 61 Rennen war. Im Rennen gelang ihm ein Start-Ziel-Sieg. Bei den nächsten fünf Rennen wurde er Dritter in Japan, Zweiter in Russland und Dritter in den USA und Brasilien. Vettel beendete die Saison als Meisterschaftsdritter und setzte sich intern mit 278 zu 150 Punkten gegen Räikkönen durch.

##### 2016

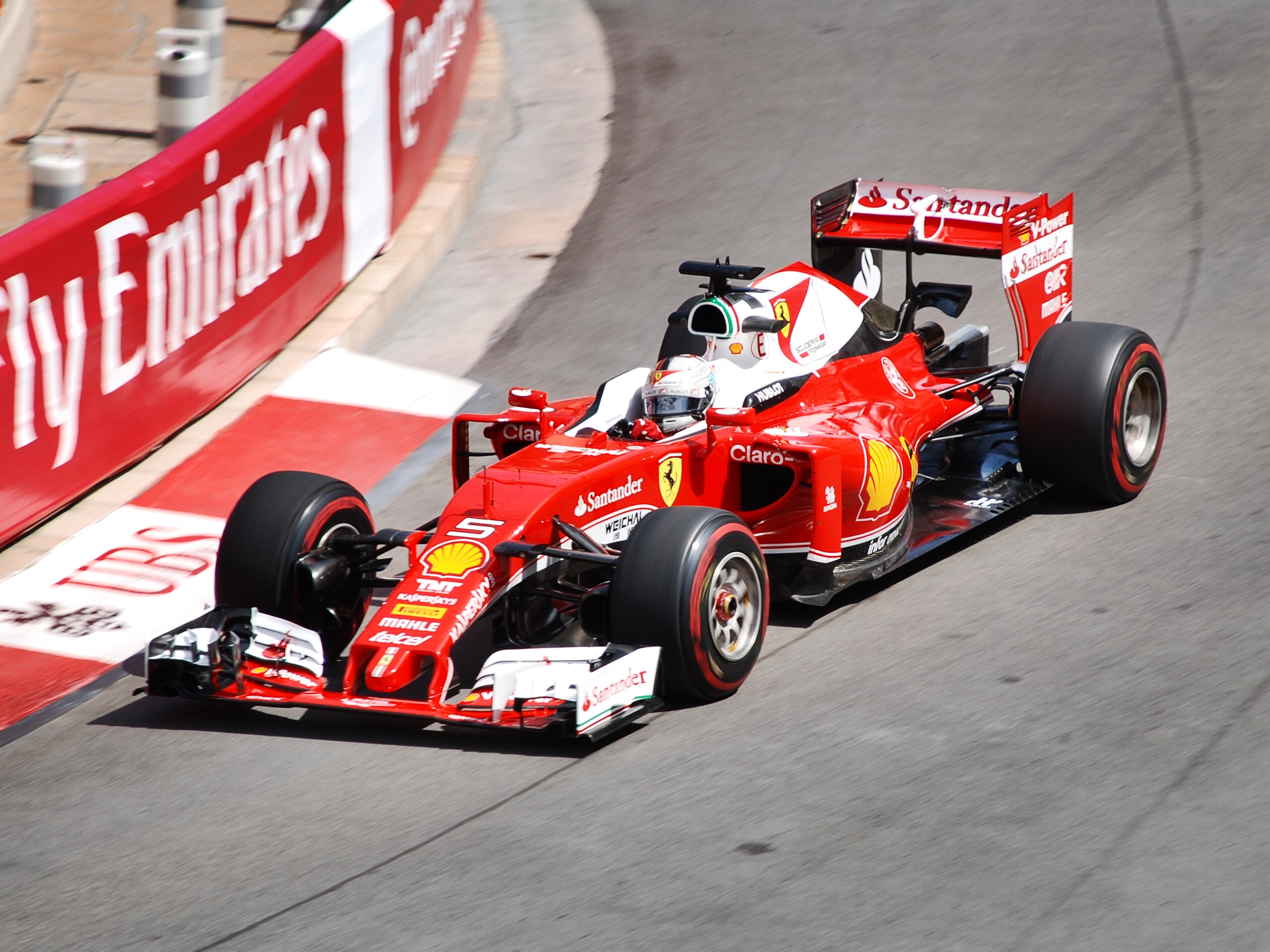
Vettel im Ferrari SF16-H 2016 in Monaco

2016 bildeten Vettel und Räikkönen erneut das Ferrari-Fahrerduo. Vettel führte das erste Rennen in Australien in der ersten Hälfte an und wurde schließlich Dritter. Beim anschließenden Großen Preis von Bahrain fiel er bereits vor dem Start aus. Zwei Wochen später erreichte er den zweiten Platz in China. In Spanien wurde er erneut Dritter. Bei den aufeinander folgenden Rennen in Kanada und Europa erzielte er jeweils den zweiten Platz. Im Ferrari-Heimrennen in Italien und beim Saisonabschluss in Abu Dhabi erreichte er mit Platz drei ebenfalls das Podest. Vettel behauptete sich intern mit 212 zu 186 Punkten gegenüber Räikkönen und wurde Vierter im Gesamtklassement. Beide Ferrari-Fahrer blieben in diesem Jahr ohne Sieg.

##### 2017
2017 blieben Vettel und Räikkönen bei Ferrari. Er gewann den Saisonauftakt in Australien und wurde Zweiter in China. Anschließend entschied er den Großen Preis von Bahrain für sich. Bei den darauf folgenden Rennen in Russland und Spanien wurde er erneut Zweiter. Anschließend gewann er den Großen Preis von Monaco. In Österreich erreichte er erneut den zweiten Platz. Beim Großen Preis von Ungarn erzielte Vettel einen Sieg von der Pole-Position. Bei den nächsten zwei Rennen in Belgien und Italien erreichte er als Zweiter bzw. Dritter erneut das Podium. Allerdings verlor er die Führung in der Weltmeisterschaft an Hamilton, der beide Rennen gewann. Beim darauf folgenden Großen Preis von Singapur schied Vettel von der Pole-Position startend in der ersten Runde nach einer Kollision mit Räikkönen und Verstappen aus. Zwei Wochen später in Malaysia wurde er vom letzten Platz startend Vierter. Beim darauf folgenden Großen Preis von Japan fiel Vettel mit einem Motorschaden in der Anfangsphase aus. Anschließend wurde er Zweiter beim Großen Preis der USA. In Brasilien gewann er das Rennen. Am Saisonende belegte er den zweiten Gesamtrang hinter Hamilton, der bereits vorzeitig als Weltmeister feststand. Er unterlag ihm mit 317 zu 363 Punkten.

##### 2018
2018 absolvierte Vettel eine weitere Saison für Ferrari. Beim Saisonauftakt, dem Großen Preis von Australien, gewann er und holte den 100. Podestplatz seiner Karriere. Dabei profitierte er von einem Boxenstopp in einer virtuellen Safety-Car-Phase, in der er die ursprünglich vor ihm liegenden Hamilton und Räikkönen überholte. Auch das darauf folgende Rennen in Bahrain entschied er für sich. Beim Großen Preis von Kanada erzielte er seinen 50. Formel-1-Sieg. Auch den Großen Preis von Großbritannien gewann er. Anschließend schied Vettel in Deutschland in Führung liegend aus. Darauf wurde er Zweiter in Ungarn. Nach der hiernach folgenden Sommerpause gewann Vettel den Großen Preis von Belgien. Es war sein 52. Sieg, mit dem er in der ewigen Bestenliste der Formel-1-Sieger an Alain Prost vorbei auf Platz 3 zog. In Singapur und Russland wurde er Dritter. Beim drittletzten Saisonrennen, dem Großen Preis von Mexiko wurde Vettel Zweiter. Damit stand er als Zweiter der Weltmeisterschaft hinter Hamilton fest, der bei diesem Rennen vorzeitig den Titel gewann. Am Ende der Saison unterlag Vettel Hamilton im Weltmeisterschaftsduell mit 320 zu 408 Punkten.

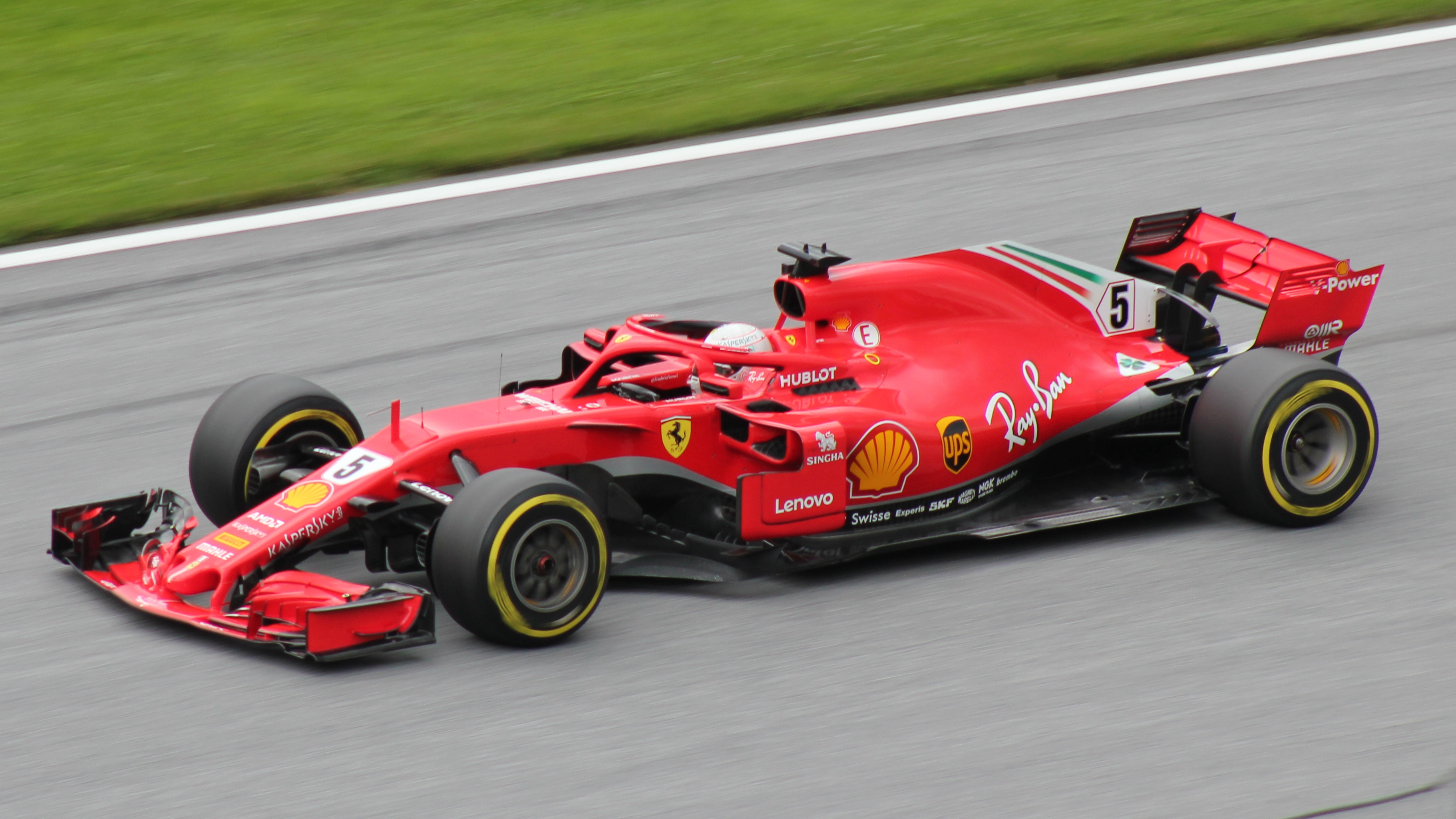
Sebastian Vettel im Ferrari SF71H 2018 in Spielberg

In dieser Saison zeichnete sich der Beginn einer Abwärtsspirale bei Vettel ab, der vermehrt durch Fahrfehler und zu ungestüme Manöver auffiel. So verbremste er sich in der ersten Kurve beim Großen Preis von Frankreich und fuhr auf Valtteri Bottas auf, musste an die Box und fiel ans Ende des Feldes zurück. Im Qualifying des Großen Preis von Österreich behinderte er Carlos Sainz, erhielt eine Strafversetzung um 3 Plätze und wurde schließlich nur Dritter, obwohl sein Konkurrent Lewis Hamilton bei diesem Rennen ausfiel. Neben dem weggeworfenen Sieg beim Großen Preis von Deutschland, wo er auf nasser Fahrbahn ohne Fremdeinwirkung von der Strecke abkam und in der Streckenbegrenzung landete, crashte er in der ersten Runde beim Großen Preis von Italien in seinen Konkurrenten Hamilton und kam dabei selbst von der Strecke, während sein Unfallgegner sogar noch gewann. Im Qualifying zum Großen Preis von Japan machte Vettel auf seiner einzigen schnellen Runde einen Fahrfehler und musste von Rang 8 aus ins Rennen gehen. In diesem fuhr er nach einem erneut übermotivierten Manöver mit Max Verstappen zusammen und drehte sich ein weiteres Mal von der Strecke. Am Ende wurde Vettel Sechster. Beim Großen Preis der USA fuhr Vettel in Runde 1 in seinen ehemaligen Teamkollegen Daniel Ricciardo, drehte sich wieder von der Strecke und fiel ans Ende des Feldes zurück, am Ende wurde er Vierter.

##### 2019
2019 erhielt Sebastian Vettel mit Charles Leclerc einen neuen Teamkollegen. In China und Aserbaidschan erzielte er als Dritter Podest-Platzierungen. Dem folgten zweite Plätze in Monaco, Kanada und Deutschland, sowie ein dritter in Ungarn. Beim Großen Preis von Singapur holte er seinen ersten Saisonsieg. Es war sein fünfter Erfolg bei diesem Grand Prix, was der Rekord in Singapur ist. Zudem ist der Marina Bay Circuit nun die einzige Strecke, auf der er fünfmal gewonnen hat, was seine persönliche Bestmarke ist. In Japan und Mexiko wurde er jeweils Zweiter. Am Saisonende belegte er den fünften Gesamtrang mit 240 Punkten. Er unterlag damit seinem Teamkollegen Leclerc, welcher 2 Siege feierte und 264 Punkte erzielen konnte. Es war nach dem Duell gegen Daniel Ricciardo die zweite Niederlage für Vettel gegen einen Neuling im eigenen Team.
Auch in diesem Jahr ging die Abwärtsspirale bei Vettel weiter: Bereits im ersten Rennen war sein Teamkollege Leclerc schneller als er, durfte ihn aber wegen einer Stallorder nicht überholen. Während Vettel beim zweiten Rennen in Bahrain sich im Duell mit Hamilton ein weiteres Mal drehte und am Ende nur Fünfter wurde, wurde sein neuer Teamkollege auf dem Weg zum Sieg nur von einem technischen Problem gestoppt, wodurch Hamilton noch gewann. Beim Großen Preis von Kanada schien Vettel bereits wie der sichere Sieger und auf dem Weg, sich aus seinem Formtief zu befreien, ehe er kurz vor Ende von der Strecke kam und beim Zurückfahren auf diese Hamilton blockiert, der nur durch hartes Bremsen einen Unfall verhindern konnte. Daher wurde Vettel mit einer 5 Sekunden Strafe belegt und am Ende als Zweiter gewertet. Beim Großen Preis von Großbritannien krachte Vettel ins Heck von Verstappen, wodurch beide Piloten ausfielen. In Monza beim Großen Preis von Italien drehte sich Vettel erneut von der Strecke, fuhr dabei gefährlich wieder auf diese zurück und beförderte dabei Lance Stroll ins Kiesbett, was eine 10-Sekunden-Stop-n-Go-Strafe nach sich zog. Sein Teamkollege Leclerc gewann indes zur Freude der Tifosi das Rennen.

##### 2020
Vor dem Start der Saison 2020 gab Vettel in einer gemeinsamen Erklärung mit Ferrari bekannt, dass er das Team zum Jahresende verlässt. Später wurde verkündet, dass Vettel ab 2021 den Sitz von Sergio Pérez im Aston-Martin-Werksteam, welches 2020 noch als Racing Point fuhr, übernimmt. Beim Großen Preis der Türkei 2020 holte er als Drittplatzierter sein einziges Podium des Jahres. Insgesamt fuhr Vettel nur siebenmal in die Punkteränge, davon viermal auf Platz 10. Er beendete die Saison auf dem 13. Platz der Fahrerwertung mit 33 Punkten. Es war Vettels bisher schwächste Platzierung in einer komplett bestrittenen Saison. Sein Teamkollege Leclerc erzielte fast dreimal soviele Punkte (98) und kam auf den 8. Platz in der Fahrerweltmeisterschaft.

#### Aston Martin (2021–2022)

##### 2021

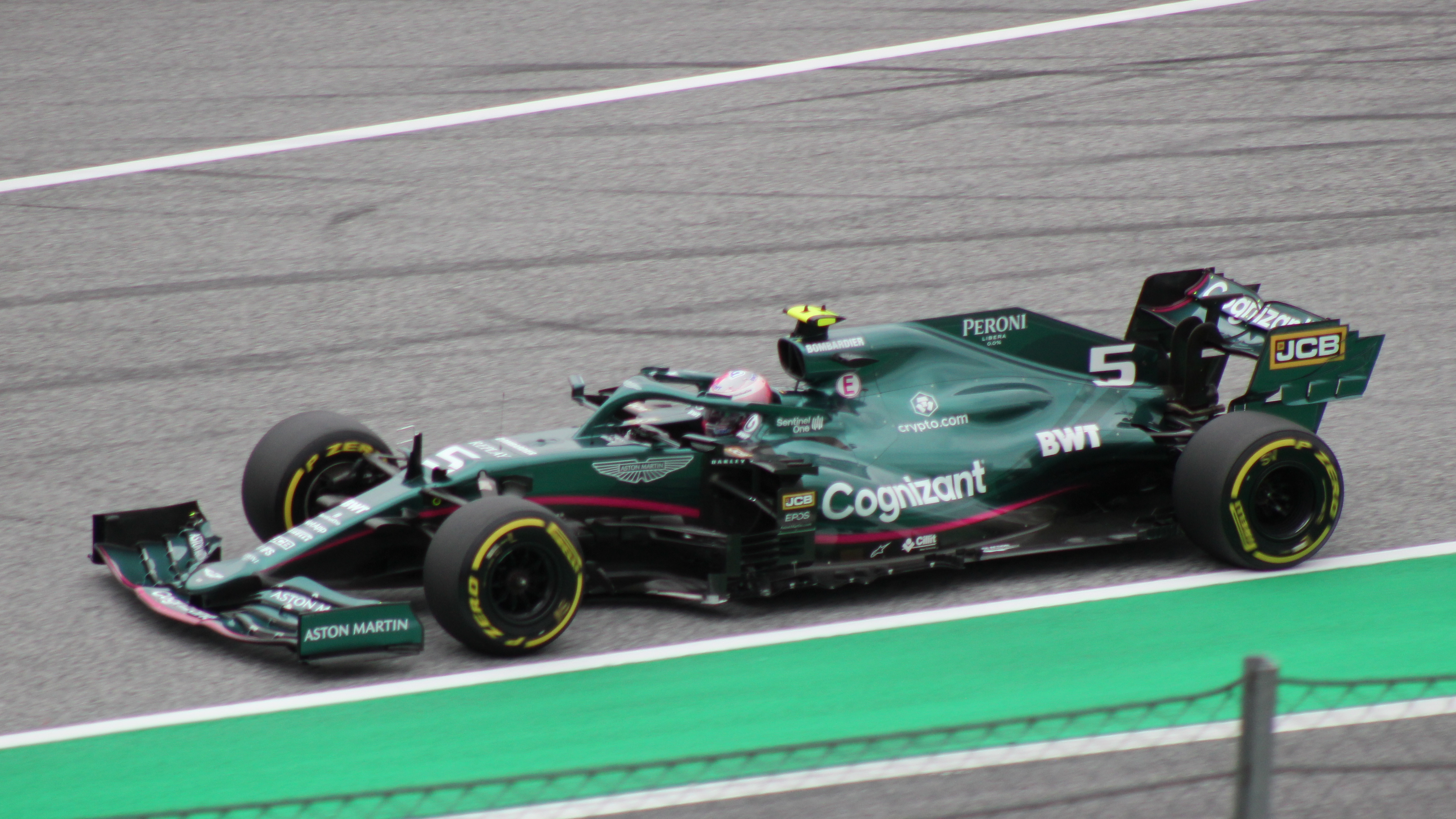
Sebastian Vettel beim Großen Preis von Österreich

Vettel fuhr seit der Saison 2021 neben dem Kanadier Lance Stroll, dem Sohn des Teambesitzers, für den britischen Rennstall Aston Martin F1 Team als Stammfahrer. Nachdem er beim Großen Preis von Monaco mit einem fünften Platz seine ersten Punkte der Saison erzielt hatte, holte er im darauffolgenden Rennen in Aserbaidschan als Zweiter seine erste Podiumsplatzierung des Jahres 2021 – die erste überhaupt für das neugegründete Team. Beim Großen Preis von Frankreich, einer Strecke, bei dem der Aston Martin nicht so gute Leistungen brachte wie auf den zwei Stadtkursen davor, startete er von der 12. Position und beendete das Rennen als Neunter. Mit dem Großer Preis der Steiermark riss diese Punkteserie, da ihm nur ein zwölfter Platz gelang. Vettel erreichte beim Großen Preis von Ungarn den zweiten Platz, wurde jedoch nachträglich disqualifiziert, da von seinem Wagen nach dem Rennen nicht die vorgeschriebene Menge an Resttreibstoff entnommen werden konnte.
Vettel beendete die Saison vor seinem Teamkollegen Stroll mit 43 Punkten auf dem zwölften Platz in der Fahrerweltmeisterschaft. Außerdem gewann er mit insgesamt 132 Überholmanövern den Crypto.com Overtake Award 2021.

##### 2022
Zu Beginn der Saison wurde Vettel positiv auf das Coronavirus getestet und musste die ersten beiden Rennen aussetzen, da er sich in Isolierung befand. Er wurde von Nico Hülkenberg ersetzt. In Imola holte er mit seinem 8. Platz seine ersten Punkte der Saison. Beim Großen Preis von Miami musste Vettel nach einer Kollision mit Mick Schumacher das Rennen aufgeben. Beim Großen Preis von Spanien verpasste Vettel mit Platz 11 knapp die Punkteränge. In Monaco konnte Sebastian Vettel mit Platz 10 bei wechselhaften Bedingungen einen weiteren Punkt für das Team holen. Beim Großen Preis von Aserbaidschan konnte Vettel mit Platz 6 seine bis dahin beste Platzierung einfahren.
In seinem Video-Statement am 28. Juli 2022, in dem er zum Saisonende seinen Rücktritt vom aktiven Motorsport ankündigte, sprach Vettel Aspekte an, die ihm an seinem Sport nicht (mehr) gefallen: „Formel-1-Fahrer zu sein, bringt Dinge mit sich, die mir nicht mehr gefallen. Vielleicht werden diese irgendwann gelöst. Aber der Wille, diese Veränderung umzusetzen, muss viel stärker werden und schon heute zum Handeln führen.“ Als Nachfolger für seinen Platz bei Aston Martin wurde Fernando Alonso angekündigt.
Bei seinem letzten Rennen in Abu Dhabi belegte Vettel den 10. Platz. Mit 37 Punkten wurde er 12. in der Weltmeisterschaft.

## Persönliches
Vettel hat zwei ältere Schwestern und mit Fabian Vettel einen jüngeren Bruder, der 2017 eine Saison im Audi Sport TT Cup fuhr und seit 2019 in der ADAC GT Masters startet.
Während er bereits im Monoposto fuhr, schloss Vettel seine schulische Laufbahn im April 2006 mit dem Abitur am Heppenheimer Starkenburg-Gymnasium ab. Seine letzte schriftliche Prüfung fand nur vier Tage vor seinem ersten Sieg in der Formel-3-Euroserie statt. Seit seiner Schulzeit ist Vettel mit Hanna Sprater liiert, die er im Juni 2019 heiratete. Sie haben zwei gemeinsame Töchter (* 2014 und * 2015) sowie einen Sohn (* 2019).
Vettel lebt seit 2007 in der Schweiz. Zunächst war sein Wohnsitz Walchwil am Zugersee, seit 2009 ist es eine alte Mühle in Ellighausen (Gemeinde Kemmental, Kanton Thurgau) am Bodensee. Zwischenzeitlich war Vettel über vier Jahre lang auch Eigentümer der denkmalgeschützten Fachwerkhofanlage Kellereigasse 2 in Heppenheim, bevor er das Haus Ende Februar 2021 an einen Bensheimer Investor veräußerte.
Neben seiner Muttersprache Deutsch spricht Vettel das in der Formel 1 übliche Englisch sowie Italienisch und Französisch.

## Politische Ansichten
Persönlich setzt sich Vettel seit mehreren Jahren für Umweltschutz und Nachhaltigkeit ein. Unter anderem kritisierte er in diesem Zusammenhang die Formel 1 und forderte, dass sie ihren ökologischen Fußabdruck verringere. Die Formel 1 müsse wieder „ein Entwicklungslabor zum Wohle des Serienbaus werden“, was letztlich auch der Umwelt zugutekomme. Zudem kündigte er an, bei der Bundestagswahl 2021 Bündnis 90/Die Grünen zu wählen und begründete das damit, dass derzeit „fast jede Partei Klimaschutz auf ihre Fahne“ schreibe, die eigentliche Frage aber sei, bei welcher Partei tatsächlich auch etwas passiere. Er befürwortet ein Tempolimit auf Autobahnen in Deutschland und führt dafür neben dem Klimaschutz auch Sicherheitsgründe an. Vettel setzt sich ebenfalls stark für LGBT-Rechte und gegen Rassismus ein und protestierte mit politischen Botschaften am Auto oder an der Kleidung oft in Staaten, in denen diese Rechte verletzt werden. Außerdem engagiert er sich für Gleichberechtigung zwischen allen Geschlechtern und so veranstaltet Vettel Aktionen wie ein Kart-Rennen für Frauen in Saudi-Arabien, da dort Frauen strukturell benachteiligt werden.

## Ehrungen
- 2004 – ADAC Junior-Motorsportler des Jahres
- 2009 – ADAC Motorsportler des Jahres
- 2010 – Ehrenbürgerwürde der Stadt Heppenheim
- 2010 – Deutscher Sportler des Jahres[22]
- 2010 – Europas Sportler des Jahres (UEPS)[23]
- 2012 – Silbernes Lorbeerblatt[66]
- 2012 – Europas Sportler des Jahres (PAP)
- 2012 – Ehrenmitglied bei Eintracht Frankfurt
- 2013 – BBC Overseas Sports Personality of the Year
- 2013 – Europas Sportler des Jahres (PAP)[35]
- 2014 – Weltsportler des Jahres
- 2023 – Ehrenpreis des Deutschen Nachhaltigkeitspreises Sport[67]

## Öffentliche Auftritte und Varia
- Als sein Vorbild bezeichnet er Michael Schumacher,[51] dessen Ehrgeiz und stets 100-prozentigen Einsatz er bewundere. Mit Kimi Räikkönen, dem Formel-1-Weltmeister von 2007, ist Vettel befreundet.[68]
- Im Gegensatz zu den meisten seiner Kollegen hat Vettel keinen Manager, sondern regelt seine geschäftlichen und vertraglichen Angelegenheiten selbst.[69]
- Einen seiner ersten Fernsehauftritte hatte er 1997, als er in der Folge „Turbo-Kids“ der ZDF-Dokumentationssendung 37 Grad zu sehen war.[70]
- Vettel ist Botschafter der 2004 gegründeten Stiftung „Wings for Life“, die sich der Erforschung und Heilung von Querschnittlähmung widmet.[71]
- In der 2006 aufgezeichneten Folge Mit welcher Formel geht’s zum Rennen? der Sendung Willi wills wissen war er Interviewpartner von Willi Weitzel während des Rennwochenendes der Formel 3 am Norisring in Nürnberg.[72][73]
- 2011 hatte er eine kurze Sprechrolle im Film Cars 2 als Sebastian Schnell.
- Sebastian Vettel ist bereits auch schon in einigen Werbespots aufgetreten. So sah man ihn in den Spots von Head & Shoulders, Total, Tirendo, Braun und Aston Martin.
- Im Juni 2012 war er in den USA zu Gast bei David Lettermans Talkshow.[74][75]
- Vettel gibt seinen Formel-1-Autos seit 2008 immer Frauennamen. Anfangs ging er nach dem Alphabet vor. Auf Julie folgten 2009 Kate und Kate’s Dirty Sister sowie 2010 Luscious Liz und Randy Mandy.[76] 2011 brach Vettel mit der Regel und benannte sein Fahrzeug nach der australischen Sängerin Kylie Minogue Kinky Kylie.[77] 2012 wählte er den Namen Abbey, erstmals seit 2009 verzichtete er also auf ein Adjektiv.[78] 2013 kehrte er zu einem Doppelnamen zurück und benannte seinen Rennwagen Hungry Heidi.[79] 2014 nannte er sein Fahrzeug Suzie.[80] Für seinen ersten Ferrari wählte er den Namen Eva.[81] 2016 nannte Vettel seinen Ferrari SF16-H Margherita.[82] In der Saison 2017 nannte er den Wagen Gina, das 2018er Auto hieß Loria. 2019 gab er seinem Wagen den Namen Lina.[83] 2020 nannte Vettel sein Fahrzeug Lucilla.[84] Sein erster Aston Martin heißt Honey Ryder, benannt nach dem Bond-Girl aus James Bond jagt Dr. No.[85]
- Vettel ist seit Kindheitstagen Fan und seit 2012 Ehrenmitglied von Eintracht Frankfurt.[86] Bei seinen Stadionbesuchen hält er sich ganz bewusst nicht etwa in den V.I.P.-Bereichen, sondern in der Fankurve auf.[87]
- Vettel hatte sich lange geweigert, Soziale Medien zu nutzen. Im Juli 2022 eröffnete er seinen Instagram-Account.[88][89] Kurz darauf gab er in einem kurzen Video in deutscher und englischer Sprache seinen Rücktritt aus der Formel 1 bekannt.
- In der im Jahr 2017 erschienenen Fortsetzung der Cars-Reihe Cars 3: Evolution spricht er den Assistenten von Cruz Ramirez.
- Im August 2024 bestritt Sebastian Vettel das Mountainbike-Etappenrennen Swiss Epic mit Start und Ziel im schweizerischen Davos. In der Kategorie Amateure männlich belegte er mit seinem Teampartner den 46. Rang (Platz 148 overall).[90]

## Statistiken

### Karrierestationen
| - 1995–2002: Kartsport - 2003: Deutsche Formel BMW (Platz 2) - 2004: Deutsche Formel BMW (Meister) - 2005: Formel-3-Euroserie (Platz 5) - 2005: Spanische Formel 3 (Platz 15) - 2005: Formel 1 (Testfahrer) - 2006: Formel-3-Euroserie (Platz 2) - 2006: Formel Renault 3.5 (Platz 15) - 2006: Formel 1 (Testfahrer) | - 2007: Formel 1 (Platz 14) - 2007: Formel Renault 3.5 (Platz 5) - 2008: Formel 1 (Platz 8) - 2009: Formel 1 (Platz 2) - 2010: Formel 1 (Weltmeister) - 2011: Formel 1 (Weltmeister) - 2012: Formel 1 (Weltmeister) - 2013: Formel 1 (Weltmeister) - 2014: Formel 1 (Platz 5) | - 2015: Formel 1 (Platz 3) - 2016: Formel 1 (Platz 4) - 2017: Formel 1 (Platz 2) - 2018: Formel 1 (Platz 2) - 2019: Formel 1 (Platz 5) - 2020: Formel 1 (Platz 13) - 2021: Formel 1 (Platz 12) - 2022: Formel 1 (Platz 12) |

### Statistik in der Formel-1-Weltmeisterschaft
Diese Statistik umfasst alle Teilnahmen des Fahrers an der Formel-1-Weltmeisterschaft.

#### Grand-Prix-Siege
| - 2008: Italien (Monza) - 2009: China (Shanghai) - 2009: Großbritannien (Silverstone) - 2009: Japan (Suzuka) - 2009: Abu Dhabi (Yas-Insel) - 2010: Malaysia (Sepang) - 2010: Europa (Valencia) - 2010: Japan (Suzuka) - 2010: Brasilien (Interlagos) - 2010: Abu Dhabi (Yas-Insel) - 2011: Australien (Melbourne) - 2011: Malaysia (Sepang) - 2011: Türkei (Istanbul) - 2011: Spanien (Barcelona) - 2011: Monaco (Monte Carlo) - 2011: Europa (Valencia) - 2011: Belgien (Spa-Francorchamps) - 2011: Italien (Monza) | - 2011: Singapur (Singapur) - 2011: Korea (Yeongam) - 2011: Indien (Greater Noida) - 2012: Bahrain (as-Sachir) - 2012: Singapur (Singapur) - 2012: Japan (Suzuka) - 2012: Korea (Yeongam) - 2012: Indien (Greater Noida) - 2013: Malaysia (Sepang) - 2013: Bahrain (as-Sachir) - 2013: Kanada (Montreal) - 2013: Deutschland (Nürburg) - 2013: Belgien (Spa-Francorchamps) - 2013: Italien (Monza) - 2013: Singapur (Singapur) - 2013: Korea (Yeongam) - 2013: Japan (Suzuka) - 2013: Indien (Greater Noida) | - 2013: Abu Dhabi (Yas-Insel) - 2013: USA (Austin) - 2013: Brasilien (Interlagos) - 2015: Malaysia (Sepang) - 2015: Ungarn (Mogyoród) - 2015: Singapur (Singapur) - 2017: Australien (Melbourne) - 2017: Bahrain (as-Sachir) - 2017: Monaco (Monte Carlo) - 2017: Ungarn (Mogyoród) - 2017: Brasilien (Interlagos) - 2018: Australien (Melbourne) - 2018: Bahrain (as-Sachir) - 2018: Kanada (Montreal) - 2018: Großbritannien (Silverstone) - 2018: Belgien (Spa-Francorchamps) - 2019: Singapur (Singapur) |

#### Grand Prix nach Anzahl der Siege
|    | Grand Prix             | Siege |
| -- | ---------------------- | ----- |
| 1. | Singapur (Singapur)    | 5     |
| 2. | Bahrain (Sakhir)       | 4     |
|    | Japan (Suzuka)         | 4     |
|    | Malaysia (Sepang)      | 4     |
| 5. | Abu Dhabi (Yas-Insel)  | 3     |
|    | Australien (Melbourne) | 3     |
|    | Belgien (Spa)          | 3     |
|    | Brasilien (Interlagos) | 3     |
|    | Italien (Monza)        | 3     |
|    | Indien (Greater Noida) | 3     |
|    | Korea (Yeongam)        | 3     |

|     | Grand Prix                   | Siege |
| --- | ---------------------------- | ----- |
| 12. | Großbritannien (Silverstone) | 2     |
|     | Europa (Valencia)            | 2     |
|     | Kanada (Montreal)            | 2     |
|     | Monaco (Monte Carlo)         | 2     |
|     | Ungarn (Mogyoród)            | 2     |
| 17. | China (Shanghai)             | 1     |
|     | Türkei (Istanbul)            | 1     |
|     | Deutschland (Nürburg)        | 1     |
|     | Spanien (Barcelona)          | 1     |
|     | USA (Austin)                 | 1     |

fettgedruckte Werte = Rekordsieger auf dieser GP-Rennstrecke

#### Gesamtübersicht
(Stand: Saisonende 2022)
| Saison | Team                                  | Chassis                 | Motor                 | Rennen | Siege | Zweiter | Dritter | Poles | schn. Rennrunden | Punkte | Punkte | WM-Pos. |
| ------ | ------------------------------------- | ----------------------- | --------------------- | ------ | ----- | ------- | ------- | ----- | ---------------- | ------ | ------ | ------- |
| 2007   | BMW Sauber F1 Team                    | BMW Sauber F1.07        | BMW 2.4 V8            | 1      | −     | −       | −       | −     | −                | 1      | 6      | 14.     |
| 2007   | Scuderia Toro Rosso                   | Toro Rosso STR2         | Ferrari 2.4 V8        | 7      | −     | −       | −       | −     | −                | 5      | 6      | 14.     |
| 2008   | Scuderia Toro Rosso                   | Toro Rosso STR2B / STR3 | Ferrari 2.4 V8        | 18     | 1     | −       | −       | 1     | −                | 35     | 35     | 8.      |
| 2009   | Red Bull Racing                       | Red Bull RB5            | Renault 2.4 V8        | 17     | 4     | 2       | 2       | 4     | 3                | 84     | 84     | 2.      |
| 2010   | Red Bull Racing                       | Red Bull RB6            | Renault 2.4 V8        | 19     | 5     | 2       | 3       | 10    | 3                | 256    | 256    | 1.      |
| 2011   | Red Bull Racing                       | Red Bull RB7            | Renault 2.4 V8        | 19     | 11    | 5       | 1       | 15    | 3                | 392    | 392    | 1.      |
| 2012   | Red Bull Racing                       | Red Bull RB8            | Renault 2.4 V8        | 20     | 5     | 3       | 2       | 6     | 6                | 281    | 281    | 1.      |
| 2013   | Infiniti Red Bull Racing              | Red Bull RB9            | Renault 2.4 V8        | 19     | 13    | 1       | 2       | 9     | 7                | 397    | 397    | 1.      |
| 2014   | Infiniti Red Bull Racing              | Red Bull RB10           | Renault 1.6 V6 Turbo  | 19     | −     | 1       | 3       | −     | 2                | 167    | 167    | 5.      |
| 2015   | Scuderia Ferrari                      | Ferrari SF15-T          | Ferrari 1.6 V6 Turbo  | 19     | 3     | 3       | 7       | 1     | 1                | 278    | 278    | 3.      |
| 2016   | Scuderia Ferrari                      | Ferrari SF16-H          | Ferrari 1.6 V6 Turbo  | 20     | −     | 3       | 4       | −     | 3                | 212    | 212    | 4.      |
| 2017   | Scuderia Ferrari                      | Ferrari SF70H           | Ferrari 1.6 V6 Turbo  | 20     | 5     | 6       | 2       | 4     | 5                | 317    | 317    | 2.      |
| 2018   | Scuderia Ferrari                      | Ferrari SF71H           | Ferrari 1.6 V6 Turbo  | 21     | 5     | 4       | 3       | 5     | 3                | 320    | 320    | 2.      |
| 2019   | Scuderia Ferrari Mission Winnow       | Ferrari SF90            | Ferrari 1.6 V6 Turbo  | 21     | 1     | 5       | 3       | 2     | 2                | 240    | 240    | 5.      |
| 2020   | Scuderia Ferrari Mission Winnow       | Ferrari SF1000          | Ferrari 1.6 V6 Turbo  | 17     | −     | −       | 1       | −     | −                | 33     | 33     | 13.     |
| 2021   | Aston Martin Cognizant F1 Team        | Aston Martin AMR21      | Mercedes 1.6 V6 Turbo | 22     | −     | 1       | −       | −     | −                | 43     | 43     | 12.     |
| 2022   | Aston Martin Aramco Cognizant F1 Team | Aston Martin AMR22      | Mercedes 1.6 V6 Turbo | 20     | −     | −       | −       | −     | −                | 37     | 37     | 12.     |
| Gesamt | Gesamt                                | Gesamt                  | Gesamt                | 299    | 53    | 36      | 33      | 57    | 38               | 3098   | 3098   |         |

#### Einzelergebnisse
| Saison | 1   | 2   | 3   | 4   | 5   | 6   | 7   | 8   | 9   | 10  | 11 | 12  | 13  | 14  | 15  | 16  | 17  | 18  | 19  | 20  | 21 | 22 |
| ------ | --- | --- | --- | --- | --- | --- | --- | --- | --- | --- | -- | --- | --- | --- | --- | --- | --- | --- | --- | --- | -- | -- |
| 2007   |     |     |     |     |     |     |     |     |     |     |    |     |     |     |     |     |     |     |     |     |    |    |
| PO     | PO  |     |     |     |     | 8   |     |     |     | 16  | 19 | 18  | DNF | DNF | 4   | DNF |     |     |     |     |    |    |
| 2008   |     |     |     |     |     |     |     |     |     |     |    |     |     |     |     |     |     |     |     |     |    |    |
| DNF    | DNF | DNF | DNF | 17  | 5   | 8   | 12  | DNF | 8   | DNF | 6  | 5   | 1   | 5   | 6   | 9   | 4   |     |     |     |    |    |
| 2009   |     |     |     |     |     |     |     |     |     |     |    |     |     |     |     |     |     |     |     |     |    |    |
| 13*    | 15* | 1   | 2   | 4   | DNF | 3   | 1   | 2   | DNF | DNF | 3  | 8   | 4   | 1   | 4   | 1   |     |     |     |     |    |    |
| 2010   |     |     |     |     |     |     |     |     |     |     |    |     |     |     |     |     |     |     |     |     |    |    |
| 4      | DNF | 1   | 6   | 3   | 2   | DNF | 4   | 1   | 7   | 3   | 3  | 15  | 4   | 2   | 1   | DNF | 1   | 1   |     |     |    |    |
| 2011   |     |     |     |     |     |     |     |     |     |     |    |     |     |     |     |     |     |     |     |     |    |    |
| 1      | 1   | 2   | 1   | 1   | 1   | 2   | 1   | 2   | 4   | 2   | 1  | 1   | 1   | 3   | 1   | 1   | DNF | 2   |     |     |    |    |
| 2012   |     |     |     |     |     |     |     |     |     |     |    |     |     |     |     |     |     |     |     |     |    |    |
| 2      | 11  | 5   | 1   | 6   | 4   | 4   | DNF | 3   | 5   | 4   | 2  | 22* | 1   | 1   | 1   | 1   | 3   | 2   | 6   |     |    |    |
| 2013   |     |     |     |     |     |     |     |     |     |     |    |     |     |     |     |     |     |     |     |     |    |    |
| 3      | 1   | 4   | 1   | 4   | 2   | 1   | DNF | 1   | 3   | 1   | 1  | 1   | 1   | 1   | 1   | 1   | 1   | 1   |     |     |    |    |
| 2014   |     |     |     |     |     |     |     |     |     |     |    |     |     |     |     |     |     |     |     |     |    |    |
| DNF    | 3   | 6   | 5   | 4   | DNF | 3   | DNF | 5   | 4   | 7   | 5  | 6   | 2   | 3   | 8   | 7   | 5   | 8   |     |     |    |    |
| 2015   |     |     |     |     |     |     |     |     |     |     |    |     |     |     |     |     |     |     |     |     |    |    |
| 3      | 1   | 3   | 5   | 3   | 2   | 5   | 4   | 3   | 1   | 12* | 2  | 1   | 3   | 2   | 3   | DNF | 3   | 4   |     |     |    |    |
| 2016   |     |     |     |     |     |     |     |     |     |     |    |     |     |     |     |     |     |     |     |     |    |    |
| 3      | DNS | 2   | DNF | 3   | 4   | 2   | 2   | DNF | 9   | 4   | 5  | 6   | 3   | 5   | DNF | 4   | 4   | 5   | 5   | 3   |    |    |
| 2017   |     |     |     |     |     |     |     |     |     |     |    |     |     |     |     |     |     |     |     |     |    |    |
| 1      | 2   | 1   | 2   | 2   | 1   | 4   | 4   | 2   | 7   | 1   | 2  | 3   | DNF | 4   | DNF | 2   | 4   | 1   | 3   |     |    |    |
| 2018   |     |     |     |     |     |     |     |     |     |     |    |     |     |     |     |     |     |     |     |     |    |    |
| 1      | 1   | 8   | 4   | 4   | 2   | 1   | 5   | 3   | 1   | DNF | 2  | 1   | 4   | 3   | 3   | 6   | 4   | 2   | 6   | 2   |    |    |
| 2019   |     |     |     |     |     |     |     |     |     |     |    |     |     |     |     |     |     |     |     |     |    |    |
| 4      | 5   | 3   | 3   | 4   | 2   | 2   | 5   | 4   | 16  | 2   | 3  | 4   | 13  | 1   | DNF | 2   | 2   | DNF | 17* | 5   |    |    |
| 2020   |     |     |     |     |     |     |     |     |     |     |    |     |     |     |     |     |     |     |     |     |    |    |
| 10     | DNF | 6   | 10  | 12  | 7   | 13  | DNF | 10  | 13  | 11  | 10 | 12  | 3   | 13  | 12  | 14  |     |     |     |     |    |    |
| 2021   |     |     |     |     |     |     |     |     |     |     |    |     |     |     |     |     |     |     |     |     |    |    |
| 15     | 15* | 13  | 13  | 5   | 2   | 9   | 12  | 17* | DNF | DSQ | 5  | 13  | 13  | 12  | 18  | 10  | 7   | 11  | 10  | DNF | 11 |    |
| 2022   |     |     |     |     |     |     |     |     |     |     |    |     |     |     |     |     |     |     |     |     |    |    |
| INJ    | INJ | DNF | 8   | 17* | 11  | 10  | 6   | 12  | 9   | 17  | 11 | 10  | 8   | 14  | DNF | 8   | 6   | 8   | 14  | 11  | 10 |    |

| Legende  | Legende            | Legende                                                          |
| Farbe    | Abkürzung          | Bedeutung                                                        |
| -------- | ------------------ | ---------------------------------------------------------------- |
| Gold     | –                  | Sieg                                                             |
| Silber   | –                  | 2. Platz                                                         |
| Bronze   | –                  | 3. Platz                                                         |
| Grün     | –                  | Platzierung in den Punkten                                       |
| Blau     | –                  | Klassifiziert außerhalb der Punkteränge                          |
| Violett  | DNF                | Rennen nicht beendet (did not finish)                            |
| Violett  | NC                 | nicht klassifiziert (not classified)                             |
| Rot      | DNQ                | nicht qualifiziert (did not qualify)                             |
| Rot      | DNPQ               | in Vorqualifikation gescheitert (did not pre-qualify)            |
| Schwarz  | DSQ                | disqualifiziert (disqualified)                                   |
| Weiß     | DNS                | nicht am Start (did not start)                                   |
| Weiß     | WD                 | zurückgezogen (withdrawn)                                        |
| Hellblau | PO                 | nur am Training teilgenommen (practiced only)                    |
| Hellblau | TD                 | Freitags-Testfahrer (test driver)                                |
| ohne     | DNP                | nicht am Training teilgenommen (did not practice)                |
| ohne     | INJ                | verletzt oder krank (injured)                                    |
| ohne     | EX                 | ausgeschlossen (excluded)                                        |
| ohne     | DNA                | nicht erschienen (did not arrive)                                |
| ohne     | C                  | Rennen abgesagt (cancelled)                                      |
| ohne     | keine WM-Teilnahme |                                                                  |
| sonstige | P/fett             | Pole-Position                                                    |
| sonstige | 1/2/3/4/5/6/7/8    | Punktplatzierung im Sprint-/Qualifikationsrennen                 |
| sonstige | SR/kursiv          | Schnellste Rennrunde                                             |
| sonstige | *                  | nicht im Ziel, aufgrund der zurückgelegten Distanz aber gewertet |
| sonstige | ()                 | Streichresultate                                                 |
| sonstige | unterstrichen      | Führender in der Gesamtwertung                                   |

#### Rekorde
- Jüngster Fahrer, der eine Pole-Position erzielt hat (21 Jahre und 72 Tage)
- Jüngster Weltmeister (23 Jahre und 134 Tage)
- Jüngster Gewinner zweier Weltmeisterschaften (24 Jahre und 98 Tage)
- Jüngster Gewinner dreier Weltmeisterschaften (25 Jahre und 145 Tage)
- Jüngster Gewinner von vier Weltmeisterschaften (26 Jahre und 116 Tage)
- Die meisten Pole-Positions in einer Saison: 15 (2011)
- Alle Führungsrunden in drei aufeinanderfolgenden Rennen (GP Japan 2012 – GP Indien 2012)[# 1]
- Die meisten Grand-Slams in Folge: 2 (Singapur & Korea 2013)[# 2]
- Jüngster Fahrer, der einen Hattrick erzielt hat (21 Jahre und 353 Tage)
- Als jüngster Fahrer die Pole-Position und den Rennsieg erzielt (21 Jahre und 73 Tage)

1. ↑  Diesen Rekord teilt sich Vettel mit Ayrton Senna.
2. ↑  Diesen Rekord hält Vettel gemeinsam mit Alberto Ascari (1952) und Jim Clark (1963).

Ehemalige Rekorde
- Jüngster Grand-Prix-Sieger (21 Jahre und 73 Tage) – unterboten am 15. Mai 2016 in Spanien durch Max Verstappen
- Jüngster Fahrer, der einen Grand-Slam erzielt hat (24 Jahre und 119 Tage) – unterboten am 4. Juli 2021 in Österreich durch Max Verstappen
- Die meisten Siege von der Pole-Position in einer Saison: 9 (2011) – überboten am 8. Oktober 2023 in Katar durch Max Verstappen
- Die meisten Führungsrunden in einer Saison: 739 (2011) – überboten 2023 durch Max Verstappen
- Die meisten Führungskilometer in einer Saison: 3.796 (2011) – überboten 2023 durch Max Verstappen
- Die meisten Siege in einer Saison: 13 (2013) – überboten am 30. Oktober 2022 in Mexiko durch Max Verstappen
- Längste Siegesserie: 9 (2013) – überboten am 3. September 2023 in Italien durch Max Verstappen
- Größter Punktevorsprung auf den Vizeweltmeister (2010er-System): 155 Punkte auf Fernando Alonso (2013) – überboten 2023 durch Max Verstappen

#### Auszeichnungen
- DHL Fastest Lap Trophy: 2009, 2012, 2013
- Fahrer des Jahres: 2009[91], 2011[92], 2013[93]
- Crypto.com Overtake Award: 2021[94], 2022[95]